# The Amazing Race en Discovery Channel 2
 The Amazing Race en Discovery Channel 2 es la segunda entrega de The Amazing Race en Discovery Channel, edición de América Latina, de la serie de televisión de realidad The Amazing Race. Cuenta con once equipos de dos personas en una carrera para ganar el premio de US $ 250.000. La carrera fue patrocinada principalmente por Visa Inc., Nintendo, Samsung Group, Bridgestone Corporation que al final de cada etapa de la carrera, una de estas empresas entregaba un obsequio al primer equipo en llegar. En algunas ocasiones la producción del programa entregaba como obsequio bicicletas de montaña o kayaks.
El canal encomendó al periodista guatemalteco Harris Whitbeck la conducción de este certamen por segundo año consecutivo (el cual está compuesto nuevamente por 13 capítulos de una hora de duración cada uno), pero cambió a Darío Turolevski por Leonardo Aranguibel en la producción general de la emisión. Además, como casa realizadora, reemplazó a la argentina RGB Entertainment por la venezolana Cinemat. Por otro lado, se mantiene la producción asociada con Disney Media Networks Latin America. Finalmente, incorporó como director general del programa al peruano Danny Gavidia.

## Producción

### Desarrollo y Filmación
la filmación se llevó a cabo entre mayo y junio de 2010 The Amazing Race en Discovery Channel 2 iba a ser transmitido en la televisión de alta definición.
El rodaje de The Amazing Race en Discovery Channel 2 duró 25 días y abarcó casi 21.000 km (13.049 millas). La segunda temporada abarcó ocho países en dos continentes. Entre ellos Guatemala, Venezuela, Bolivia y Ecuador fueron visitados por primera vez mientras que México, Colombia, Brasil y Argentina también fueron visitados en esta temporada.

### Casting
Las inscripciones fueron aceptadas desde el 13 de diciembre de 2009 y terminaron el 8 de febrero de 2010. Las entrevistas de preliminares y el casting final se celebraron en estricto privado entre marzo y abril de este mismo año.

### Reparto
Once equipos de dos personas participaron en la segunda temporada de The Amazing Race en Discovery Channel siendo la primera vez que participan representantes de Perú y República Dominicana.

## Resultados
Los siguientes equipos participaron en la carrera, con sus relaciones al momento de la filmación. Las posiciones están en la lista por orden de llegada:
| Equipo               | Relación      | Posición (por etapas) | Posición (por etapas) | Posición (por etapas) | Posición (por etapas) | Posición (por etapas) | Posición (por etapas) | Posición (por etapas) | Posición (por etapas) | Posición (por etapas) | Posición (por etapas) | Posición (por etapas) | Posición (por etapas) | Posición (por etapas) | Obstáculos realizados14  |
| Equipo               | Relación      | 1                     | 2                     | 3                     | 4 +                   | 5                     | 6                     | 7                     | 8                     | 9                     | <10>                  | 11                    | 12a                   | 12b                   | Obstáculos realizados14  |
| -------------------- | ------------- | --------------------- | --------------------- | --------------------- | --------------------- | --------------------- | --------------------- | --------------------- | --------------------- | --------------------- | --------------------- | --------------------- | --------------------- | --------------------- | ------------------------ |
| Mauricio & Carlos    | Hermanos      | 3.º                   | 1.º                   | 3.º                   | 2.º                   | 1.º                   | 4.º                   | 4.º                   | 3.º                   | 2.º                   | 2.º                   | 1.º                   | 2.º                   | 1.º                   | Mauricio 6, Carlos 6     |
| Toño & Lili          | Matrimonio    | 6.º                   | 2.º                   | 1.º                   | 3.º                   | 2.º                   | 2.º                   | 3.º                   | 1.º                   | 1.º                   | 1.º                   | 2.º                   | 1.º                   | 2.º                   | Toño 6, Lili 5           |
| Aleandra & Marlene   | Amigas        | 8.º                   | 5.º                   | 7.º                   | 7.º                   | 7.º                   | 7.º                   | 7.º                   | 5.º                   | 3.º⊃                  | 3.º                   | 3.º                   | 3.º                   | 3.º                   | Aleandra 6, Marlene 6    |
| Guilherme & Vinícius | Amigos        | 7.º                   | 7.º                   | 6.º                   | 5.º                   | 3.º                   | 5.º                   | 6.º                   | 2.º                   | 5.º⊂                  | 4.º                   | 4.º                   |                       |                       | Guilherme 4, Vinícius 6  |
| Esteban & Marisol    | Matrimonio    | 9.º                   | 8.º                   | 5.º                   | 4.º                   | 6.º                   | 3.º                   | 2.º                   | 4.º                   | 4.º                   | 5.º                   |                       |                       |                       | Esteban 4, Marisol 2     |
| Marietta & José      | Novios        | 4.º                   | 9.º                   | 9.º                   | 8.º                   | 5.º                   | 6.º                   | 5.º                   | 6.º                   | 6.º                   |                       |                       |                       |                       | Marietta 4, José 4       |
| Edison & Edison      | Padre / Hijo  | 5.º                   | 3.º                   | 2.º                   | 1.º                   | 4.º                   | 1.ºƒ                  | 1.º                   | 7.º                   |                       |                       |                       |                       |                       | Edison J. 4, Edison M. 1 |
| Jelkin & Javier      | Comprometidos | 1.º                   | 6.º                   | 8.º                   | 6.º                   | 8.º                   | 8.º                   |                       |                       |                       |                       |                       |                       |                       | Jelkin 3, Javier 2       |
| Roger & Omar         | Amigos        | 2.º                   | 4.º                   | 4.º                   | 9.º                   |                       |                       |                       |                       |                       |                       |                       |                       |                       | Roger 2, Omar 1          |
| Mauricio & Mariana   | Hermanos      | 11.º                  | 10.º                  | 10.º                  |                       |                       |                       |                       |                       |                       |                       |                       |                       |                       | Mauricio 1, Mariana 1    |
| Susy & Stefany       | Madre / Hija  | 10.º                  | 11.º                  |                       |                       |                       |                       |                       |                       |                       |                       |                       |                       |                       | Susy 1, Stefany 0        |

- El lugar en rojo indica que el equipo ha sido eliminado.
- El lugar en verde indica el equipo que ganó el avance rápido.
- El lugar en azul subrayado indica aquel equipo que llegó en último lugar en una etapa no eliminatoria; sin embargo, en la próxima etapa deben pagar una multa.
- Una flecha dorada > indica el equipo que decidió utilizar el alto; la flecha contraria < indica el equipo que lo recibió; las dos flechas <> indican que durante esa etapa hubo "alto" disponible pero no fue utilizado.
- Un corchete café ⊃ indica el equipo que decidió utilizar el "retorno"; el corchete contrario ⊂ indica el equipo que lo recibió.
- Una cruz naranja + indica que hubo una "intersección" en esa etapa.
- Cursiva indica el lugar que conservaban los equipos en un episodio de doble duración.

1. ↑  Mauricio & Carlos llegaron inicialmente 1ros, pero recibieron una penalización de 30 minutos, porque al hacer la tarea de los contenedores, abrieron uno de ellos sin estar autorizados a hacerlo. De esta manera, cayeron al 3.er puesto.
2. ↑  Mauricio & Carlos salieron del aeropuerto de Manaus en el 5.º lugar, ya que Mauricio había perdido su pasaporte en la etapa 6, y tuvo que conseguir uno nuevo.
3. ↑  Mauricio & Carlos llegaron inicialmente 3ros, pero recibieron una penalización de 30 minutos, porque habían regresado a Santa Teresa en taxi luego de recoger las tapas que habían olvidado en la playa. Esto no afectó su posición.
4. 1 2 3 4  Se desconoce que integrante del equipo realizó el obstáculo en la 1.ª etapa (Equipos marcados) o 3.ª (Solo Esteban & Marisol)
5. 1 2  Guilherme & Vinícius y Aleandra & Marlene llegaron inicialmente 2dos y 5tos respectivamente, pero recibieron una penalización de 30 minutos porque completaron el obstáculo juntos. De esta manera, cayeron al 7.º y 8.º puesto respectivamente.
6. ↑  Esteban & Marisol llegaron inicialmente 7mos, pero recibieron una penalización de 30 minutos porque leyeron la pista del obstáculo sin haber decidido antes quién lo haría. De esta manera, cayeron al 9.º puesto.
7. ↑  Esteban & Marisol llegaron inicialmente 5tos, pero recibieron una penalización de 30 minutos, porque habían hecho la tarea de sumar los dígitos de los contenedores por separado. Esto no afectó su posición.
8. ↑  Esteban & Marisol llegaron inicialmente 4tos, pero recibieron una penalización de 30 minutos, porque Esteban ayudó a Marisol a realizar el obstáculo. De esta manera, cayeron al 5.º puesto.
9. ↑  Marietta & José llegaron en último lugar. Ellos no realizaron ninguna de las tareas del desvío, sin embargo, como llegaron en el último lugar y fueron eliminados, ninguna penalización fue aplicada.
10. ↑  Edison & Edison llegaron inicialmente 5tos, pero recibieron una penalización de 30 minutos, porque habían regresado a Santa Teresa en taxi luego de recoger las tapas que habían olvidado en la playa. De esta manera, los 3 equipos restantes (quienes llegaron al mismo tiempo que ellos) se registraron, cayendo al 7.º puesto, y posteriormente, fueron eliminados.
11. ↑  Omar & Roger llegaron inicialmente 7mos, pero recibieron una penalización de 4 horas, porque Roger realizó una llamada a alguien fuera de producción. De esta manera, cayeron al 9.º puesto, y posteriormente, fueron eliminados.
12. ↑  Susy & Stefany llegaron inicialmente 10mas, pero recibieron una penalización de 15 minutos porque Susy leyó la pista que ganó luego de haber realizado el obstáculo sin Stefany. Esto no afectó su posición.
13. ↑  Susy & Stefany llegaron inicialmente 10mas, pero recibieron una penalización de 2 horas porque se negaron a realizar una tarea adicional. De esta manera, cayeron al 11.º puesto, y posteriormente, fueron eliminadas.

## Premios
Al final de cada etapa se le da un premio a cada miembro del equipo que ocupe el primer lugar:
- Etapa 1 -  Jelkin y Javier: Videoconsolas Wii para cada uno.
- Etapa 2 -  Mauricio & Carlos: Videoconsolas Wii para cada uno.
- Etapa 3 -  Toño & Lily: Bicicletas de montaña
- Etapa 4 -  Edison J. & Edison M.: Kayaks.
- Etapa 5 -  Mauricio & Carlos: Tarjeta de crédito Visa con US$ 1000.
- Etapa 6 -  Edison J. & Edison M.: Tarjeta de crédito Visa con US$ 1000 + Videoconsolas Wii.
- Etapa 7 -  Edison J. & Edison M.: Viaje de tres días y cuatro noches a São Paulo.
- Etapa 8 -  Toño & Lily: Viaje para dos a Río de Janeiro durante la Copa Mundial de Fútbol de 2014 o a los Juegos Olímpicos de Río de Janeiro 2016 + Tarjeta de crédito Visa con US$ 1000.
- Etapa 9 -  Toño & Lily: Estadía en un hotel parte de Visa Luxury hotel collection +  Visa Travel Money con US$ 1000.
- Etapa 10 - Toño & Lily: Televisor Samsung LED TV + Videoconsolas Wii para cada uno.
- Etapa 11 - Mauricio & Carlos: Viaje gracias a Visa Travel Experience + Visa Travel Money con US$ 1000.
- Etapa 12, 1.ª parada - No hubo.
- Etapa 12, 2.ª parada - Mauricio & Carlos: Premio mayor de 250.000 dólares.

## Resumen de la Carrera

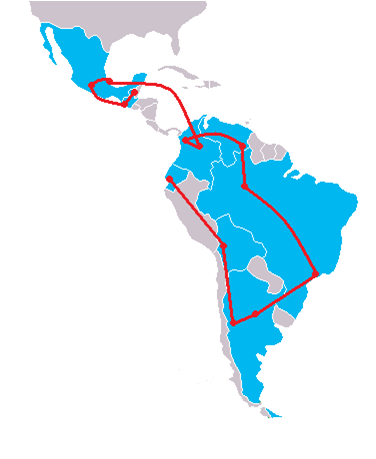
Mapa de la Ruta.

### Etapa 1 (Guatemala)

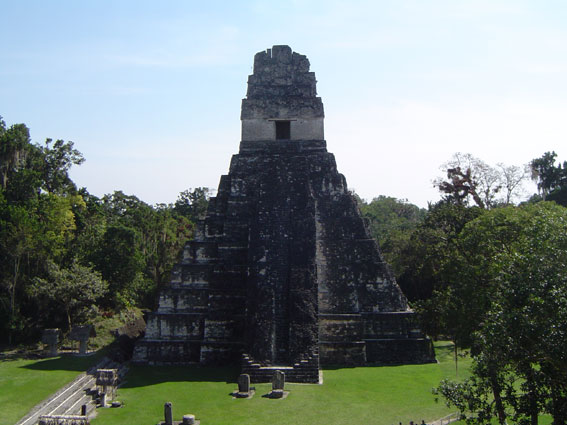
Tikal fue la línea de salida de esta temporada

- El Petén, Guatemala  (Parque nacional Tikal – Templo del Gran Jaguar) (Línea de Salida)
- Flores (Aeropuerto Internacional Mundo Maya) a Ciudad de Guatemala (Aeropuerto Internacional La Aurora)
- Ciudad de Guatemala a Antigua
- Antigua (Arco del Convento de Santa Catalina)
- Antigua (Hotel Porta Antigua)
- Antigua (Catedral de San José)
- Antigua a Chichicastenango
- Chichicastenango (Mercado de Chichicastenango)
- Panajachel (Muelle de Panajachel) a Hotel Atitlán
- Panajachel (Hotel Atitlán)

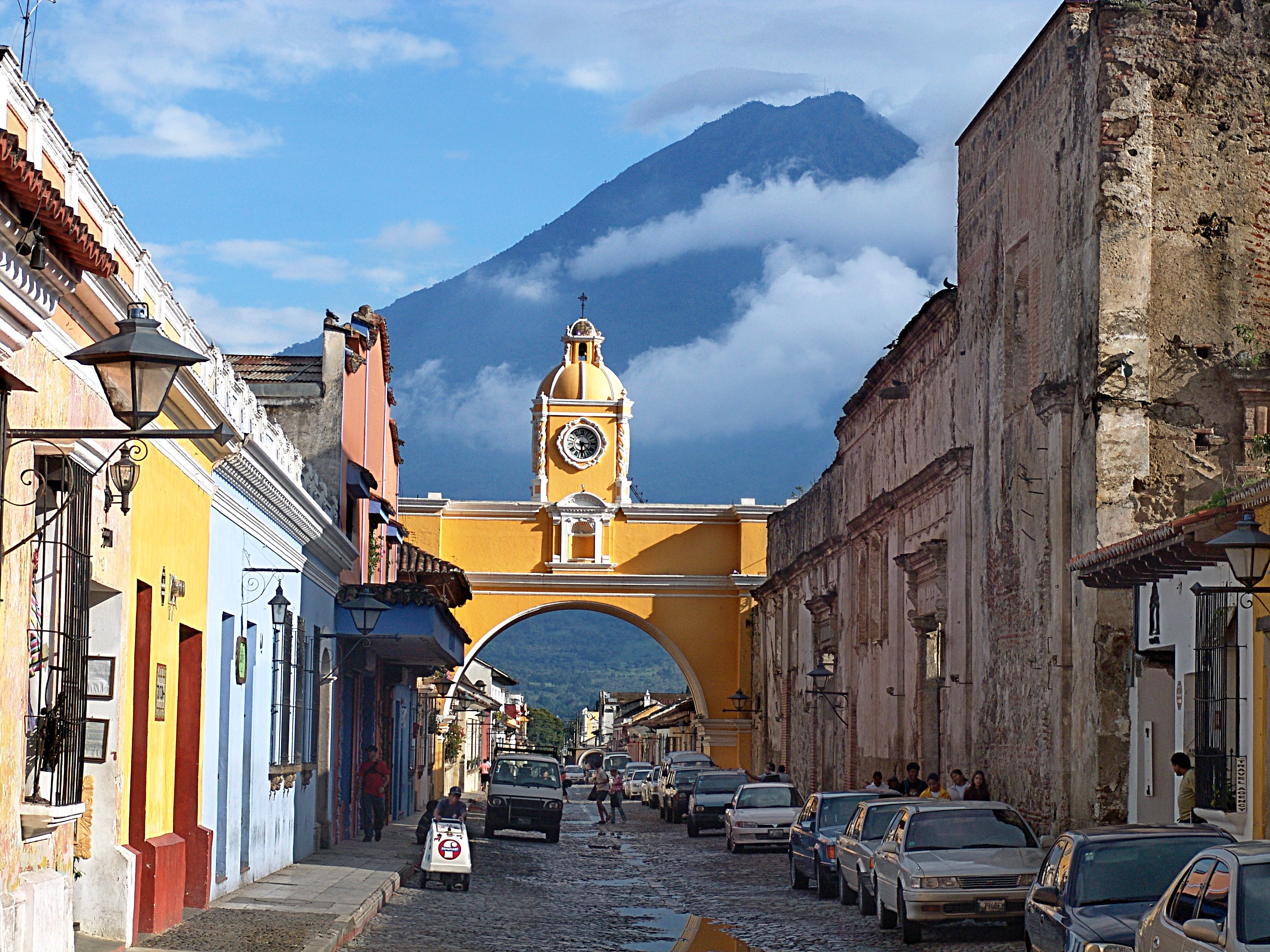
Arco del Convento de Santa Catalina.

- Desvío: ¿A tus manos o A tus pies?

A tus manos: lavar ropa sucia en lavaderos públicos del Tanque de la Unión.
A tus pies: elaborar una alfombra tradicional de aserrín en Convento de Santa Clara.
- Obstáculo: buscar una pareja con vestidos tradicionales similares a la foto proporcionada.

Tareas Adicionales:
- En Parque nacional Tikal: encontrar cuatro glifos mayas que representan a tierra, agua, aire y fuego. Luego, entregarlos en una caja al propio Harris y tomar un vehículo con rumbo al Aeropuerto Internacional Mundo Maya.
- En Aeropuerto Internacional La Aurora: abordar un chicken bus con rumbo a la Antigua Guatemala.
- En Chichicastenango: hacer uso del transporte público guatemalteco para dirigirse a Panajachel.
- En muelle de Panajachel: abordar una lancha para llegar a la Parada.

- Ganadores de la etapa: Jelkin & Javier.
- Con multa: Mauricio & Mariana

### Etapa 2 (Guatemala → México)

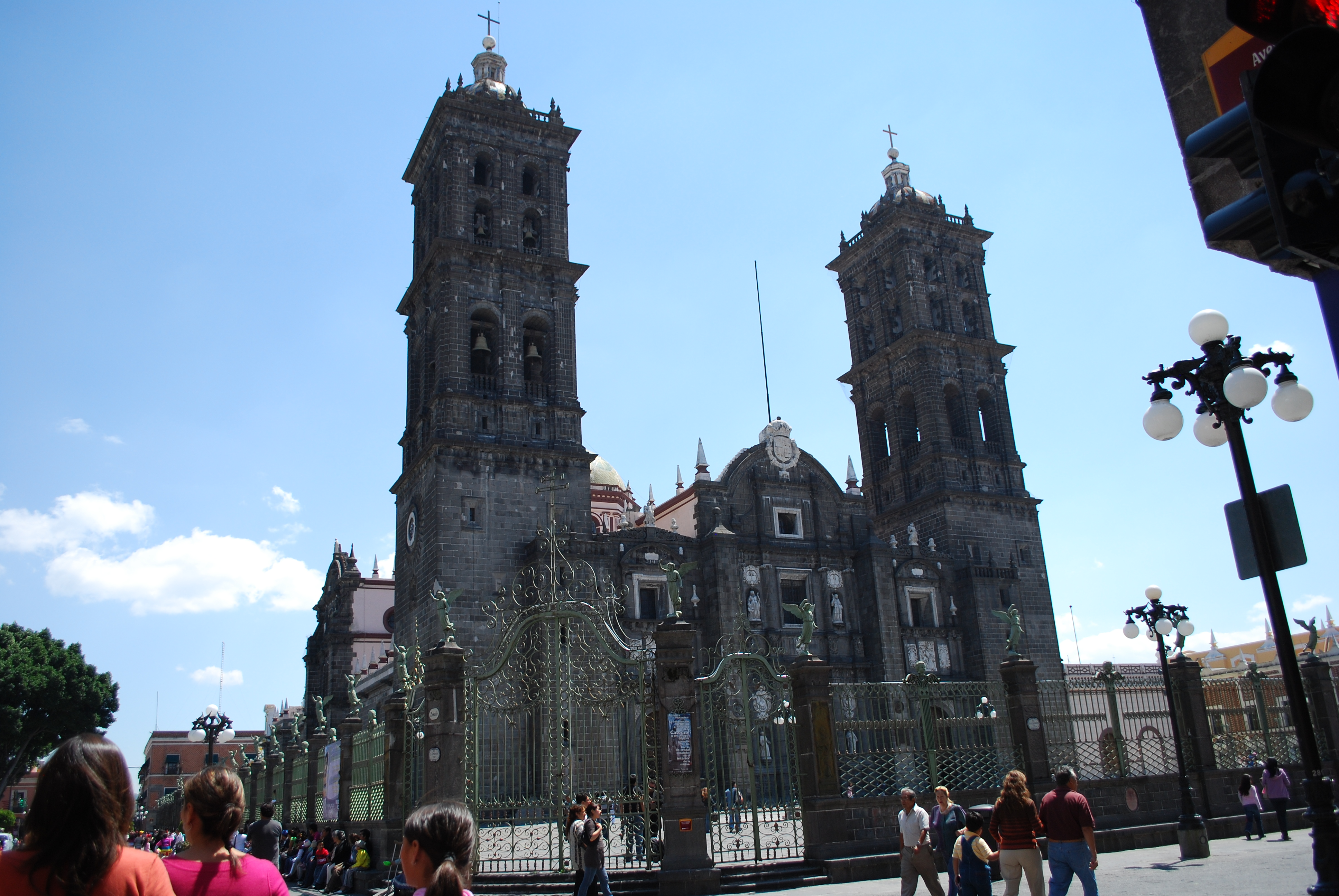
Catedral de Puebla, la última iglesia que debían encontrar en una de las tareas.

- Reserva natural de Atitlán
- Ciudad de Guatemala, Guatemala  (Aeropuerto Internacional La Aurora) a México, D. F., México  (Aeropuerto Internacional de la Ciudad de México)
- México, D. F. a Puebla de Zaragoza
- Puebla de Zaragoza (Fonda de Santa Clara)
- Puebla de Zaragoza (Instituto de Artenanias)
- Puebla de Zaragoza (Dulcería La Central)
- Puebla de Zaragoza (Zócalo de Puebla)
- Puebla de Zaragoza (Africam Safari)

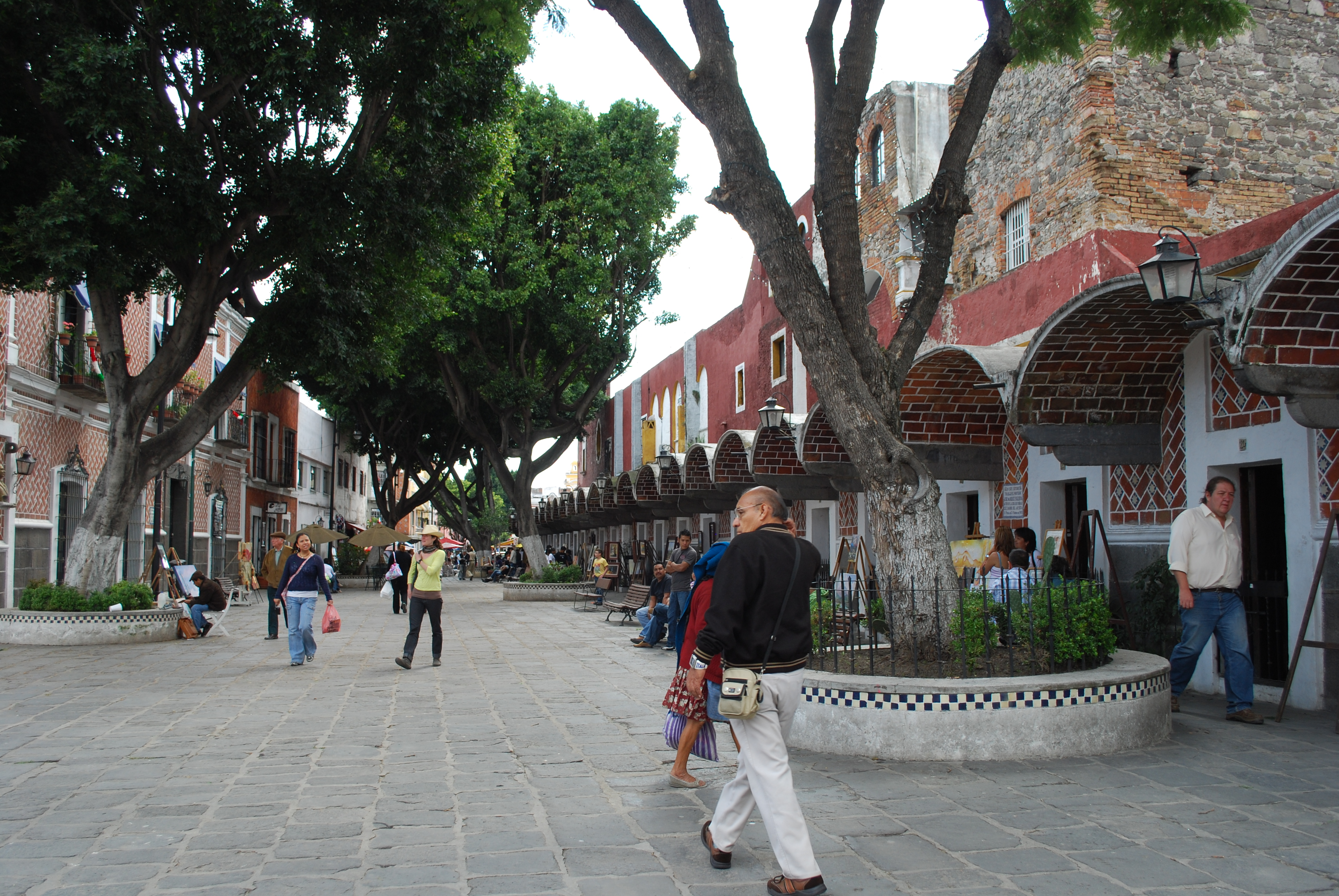
El Barrio del Artista fue donde se realizó la opción garrotazos del desvío.

- Multa: Mauricio & Mariana confeccionaron papel picado.
- Desvío: ¿Platazos o Garrotazos?

Platazos: revelar la identidad de un prócer mexicano con la pista "En su niñez lo apodaron como un animal astuto y travieso" (Miguel Hidalgo), luego dirigirse al mercado artesanal El Parián, comprar platos de talavera, y formar el nombre del prócer.
Garrotazos: revelar la identidad de otro prócer mexicano con la pista "Este tenía una cicatriz visible en la nariz" (José María Morelos), luego dirigirse al Barrio del Artista donde tendrán que romper una piñata mexicana, de la cual saldrán varias esferas con letras para formar el nombre del prócer.
- Multa: Mauricio & Mariana confeccionaron papel picado.

- Tareas adicionales:
- En Reserva Natural Atiltán: deslizarse por una tirolesa de 1500 m de largo a través del bosque.
- En Fonda Santa Clara: elaborar mole poblano utilizando un metate.
- En Dulcería La Central: vender dulces tradicionales conocidos como "gallitos" en la "Senda de la Mujer". Realizada la tarea, cada pareja comería una bandeja repleta de golosinas.
- En Puebla de Zaragoza: buscar siete iglesias  (Templo de San Jerónimo, Templo de la Inmaculada Concepción, Templo de Santo Domingo, Templo del Niño Cieguito, Templo del Espíritu Santo, Templo de San Cristóbal, y Catedral de Puebla) obteniendo un sello de una autoridad clerical en cada una. Terminada la faena, dirigirse al Zócalo de Puebla y encontrar la siguiente pista.
- En el zócalo de Puebla: elegir una computadora portátil y conectarla a Internet mediante un dispositivo 3G de Telcel. Una vez en Internet,  buscar en la página de Discovery Channel la pista del desvío.

- Ganadores de la etapa: Mauricio & Carlos.
- Eliminados: Susy & Stefany.

### Etapa 3 (México)

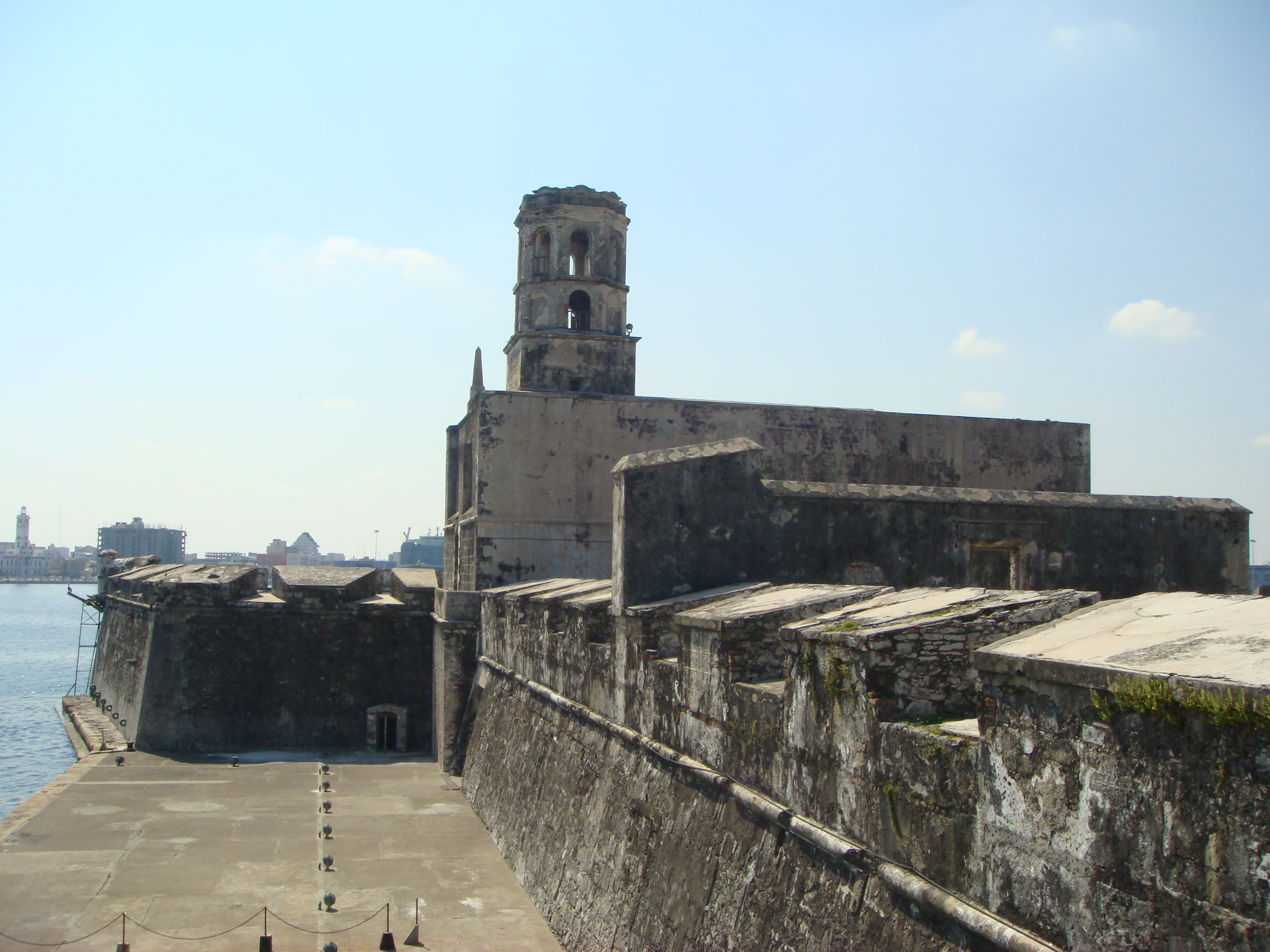
Fortaleza de San Juan de Ulúa.

- Puebla de Zaragoza, México  a Veracruz, México
- Veracruz (Gran Café del Portal)
- Veracruz (Terminal de contenedores)
- Veracruz (Monumento de los Valores Ciudadanos)
- Veracruz (Plazuela de la Campana)
- Veracruz (San Juan de Ulúa)
- Veracruz (Playa de Chachalacas)
- Veracruz (Ribera del río de Playa)
- El Tajín (Pirámide de los nichos)

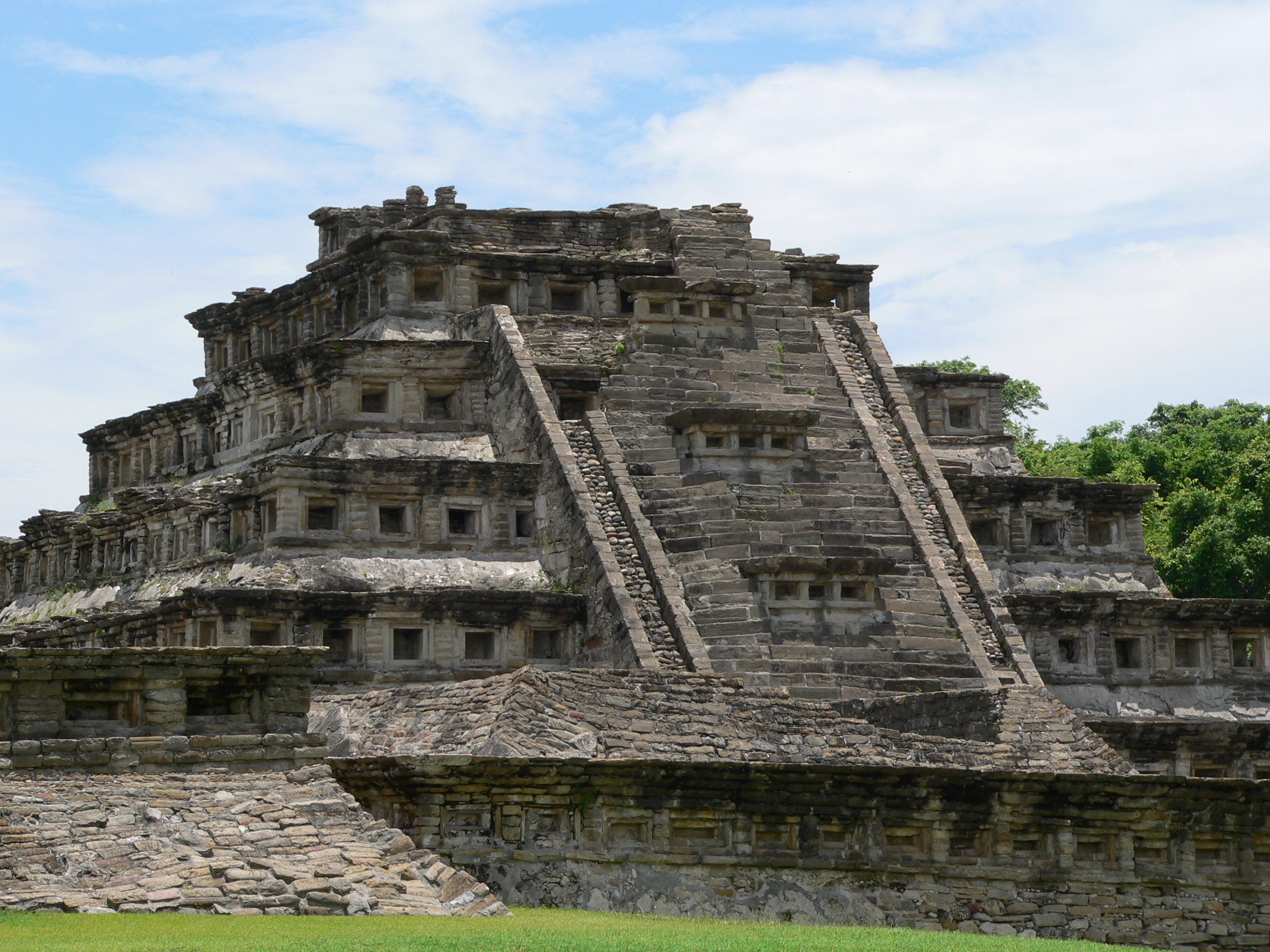
La Pirámide de los nichos en El Tajín fue la parada de esta etapa de la carrera.

- Obstáculo: bailar danzón con una pareja de la plaza hasta encontrar a la que tuviera el mismo número que el proporcionado a cada equipo en su pista. Antes, las parejas debieron comprar, utilizando una Tarjeta Visa, el vestuario tradicional para el baile.
- Desvío: Corazón contento o Árido e intrépido.

Corazón contento: comer 14 tostadas mexicanas muy picantes.
Árido e intrépido: hacer sandboarding en las dunas de la playa sin caerse.
Tareas Adicionales:
- En el Gran Café del Portal: servir 33 vasos de "café lechero" siguiendo la técnica utilizada por los meseros.
- En la Terminal de contenedores: sumar los números localizados en cada contenedor hasta encontrar el resultado que fuera igual al número proporcionado a cada equipo en su pista.
- En la Fortaleza de San Juan de Ulúa: subir hasta el punto más alto de la fortaleza por sus propios medios para obtener la siguiente pista.
- En el Monumento a los Valores Ciudadanos: armar un rompecabezas de hueco hasta formar de manera piramidal los cuatro valores representados en el monumento (amor, honor, verdad y trabajo).
- En playa de Chachalacas: manejar una cuatrimoto antes de realizar el desvío.
- En ribera del río de Playa: juntar diferentes especies de pescados (10 petos, 9 bonitos, 4 mojarras y 3 huachinangos), antes de dirigirse a la Parada.

- Ganadores de la etapa: Toño & Lily.
- Eliminados: Mauricio & Mariana.

### Etapa 4 (México → Colombia)

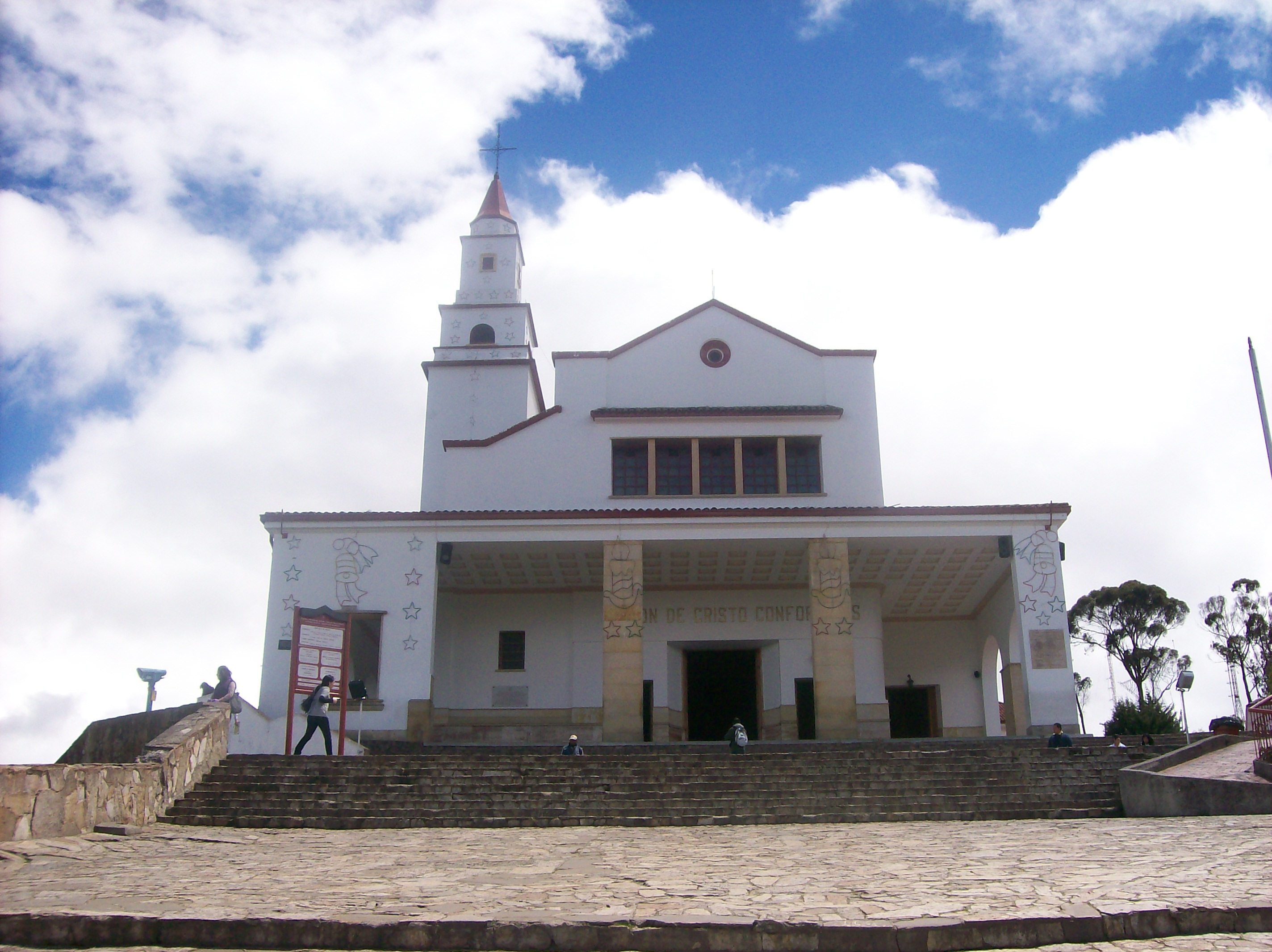
Basílica del Señor de Monserrate.

- Veracruz, México  (Aeropuerto Internacional General Heriberto Jara) a Bogotá, Colombia  (Aeropuerto Internacional El Dorado)
- Bogotá (Almacén Nazaret)
- Bogotá (Funicular del Cerro Monserrate)
- Bogotá (Basílica del Señor de Monserrate)
- Ráquira (Plaza Principal de Ráquira)
- Ráquira (Fábrica Artesanal "Todo Ráquira")
- Villa de Leyva (Granja de Avestruces vía Santa Sofía)
- Moniquirá (Cancha de vóleibol)
- Villa de Leyva (Plaza Mayor de Villa de Leyva)

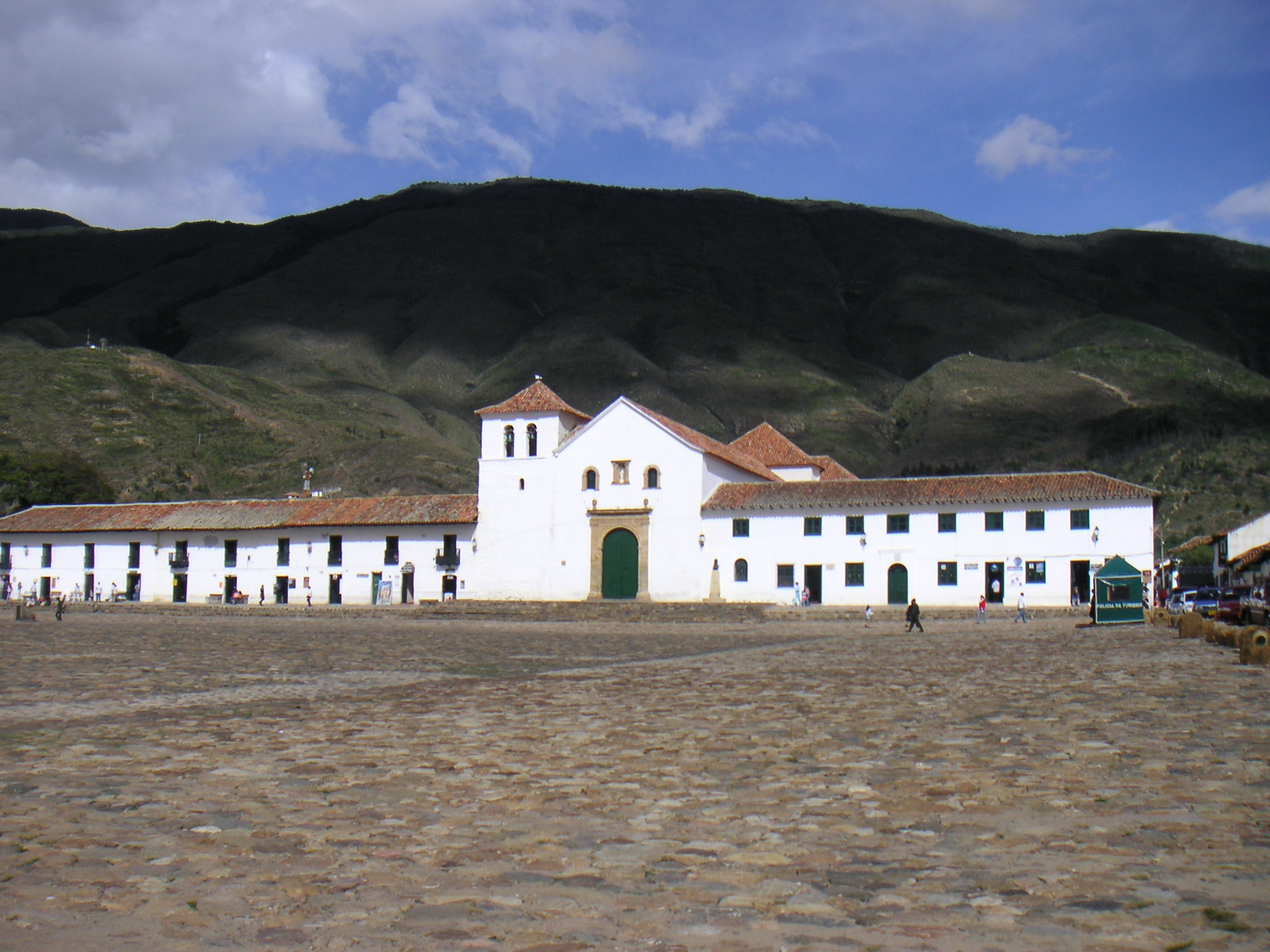
La Plaza Mayor de Villa de Leyva fue la parada de esta etapa de la carrera.

- Obstáculo: Realizar una vasija de barro.

- Desvío: Arrear o Buscar.

Arrear: Arrear tres avestruces de un corral a otro sin tocarlos o asustarlos.
Buscar: Buscar dos huevos de avestruces pintados del mismo color.
- Intersección: Jugar vóleibol con otro equipo a 5 puntos. El ganador obtiene la siguiente pista. El perdedor debe esperar a otra pareja para poder jugar. El último equipo deberá esperar 15 minutos

Tarea Adicional
- En el Almacén Nazaret:  comprar 8 velones con sus respectivos portavelas de cerámica, dirigirse a pie hasta el funicular del Cerro Montserrate con rumbo a la Basílica del Señor de Monserrate. Una vez allí, y supervisados por una hermana del templo, encender sus velones en las escaleras.

- Ganadores de la etapa: Edison J. y Edison M.
- Eliminados: Omar y Roger

### Etapa 5 (Colombia)

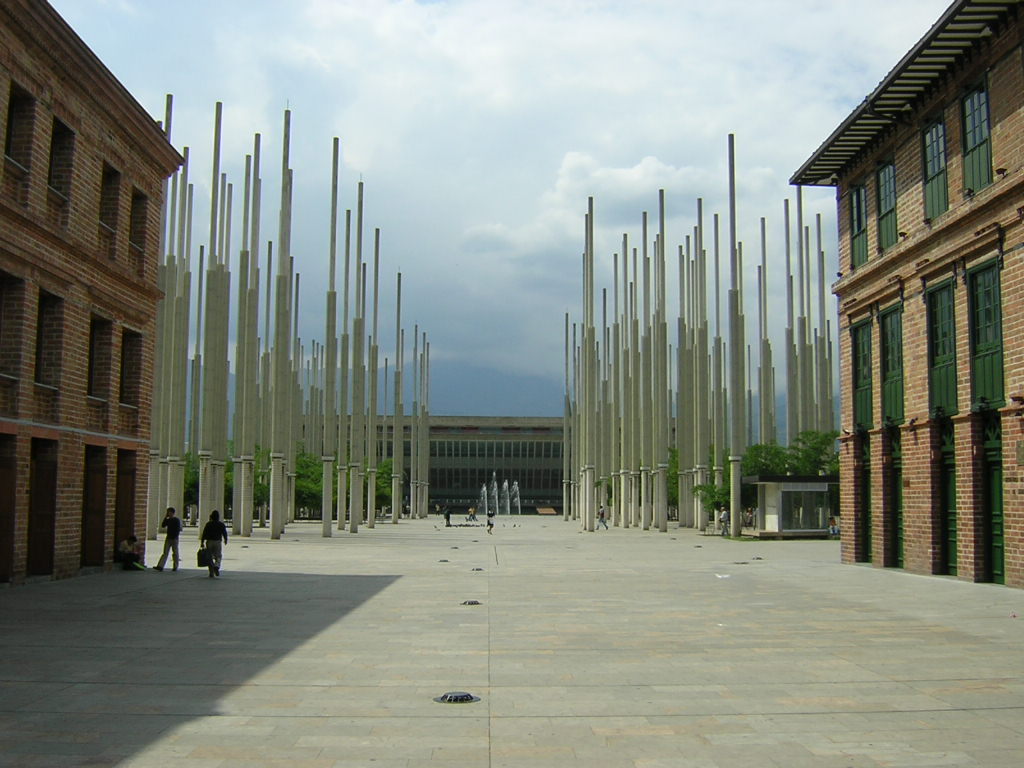
Plaza de la Luz o Plaza de Cisneros.

- Bogotá, Colombia  (Aeropuerto Internacional El Dorado) a Medellín, Colombia  (Aeropuerto Internacional José María Córdova)
- Medellín (Plaza de los Pies Descalzos)
- Medellín (Plaza de la Luz)
- Medellín (Estación San Antonio a Estación Hospital).
- Medellín (Parque de la República)
- Medellín (Estación Hospital a Estación Parque Berrío)
- Medellín (Museo de Antioquia)
- Medellín (Metrocable)
- Medellín (Biblioteca España)
- Medellín (Parque Explora)
- Medellín (Fábrica Textil El Globo)
- Medellín (Parque de las Banderas)

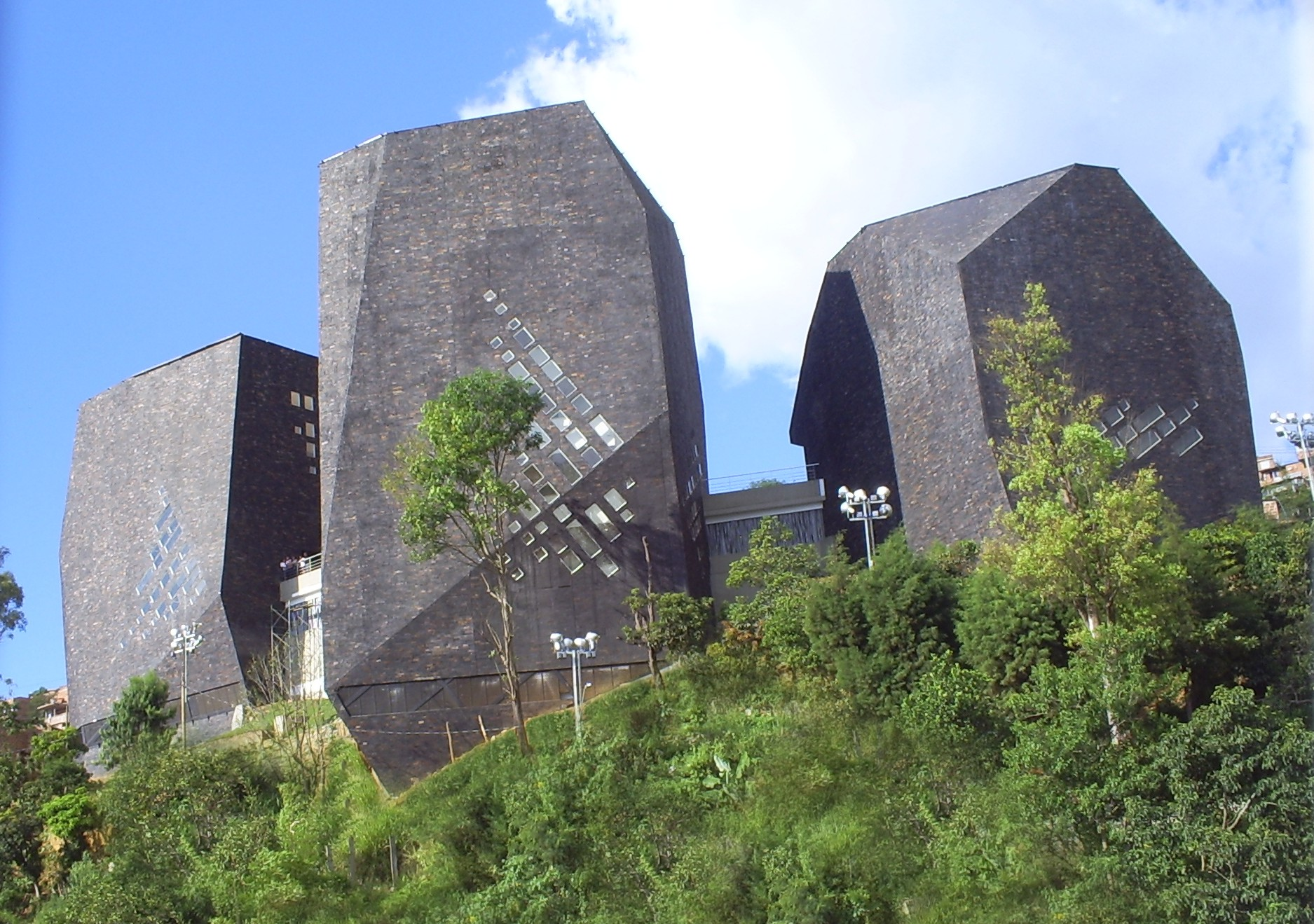
La Biblioteca España fue visitada en esta etapa.

- Obstáculo: Elaborar una silleta de flores, después, caminar al cementerio San Pedro y colocarlo en la placa de homenaje al “rey del tango” Carlos Gardel.

- Desvío: Etiquetar o Voltear.

Etiquetar: Doblar, etiquetar y embolsar cien camisetas.
Voltear: Dar vuelta a ciento cincuenta bolsillos de pantalón.
Tareas Adicionales
- En Plaza de la Luz: Contar los postes luminosos (300), los concursantes podían ayudarse poniendo una etiqueta de color en cada poste.
- En Museo de Antioquia: Agarrar los libros que están debajo de su pista en el salón de pinturas, dibujos y esculturas del maestro Fernando Botero y entregarlos a la Biblioteca España.
- En Parque Explora: Ver una animación digital del pez ángel reina, y después identificar una especie de la misma familia en el acuario. Una vez encontrado, reportar el número del tanque y el nombre científico a un buzo.

- Ganadores de la etapa: Mauricio & Carlos
- Con multa: Jelkin & Javier

### Etapa 6 (Colombia → Venezuela)

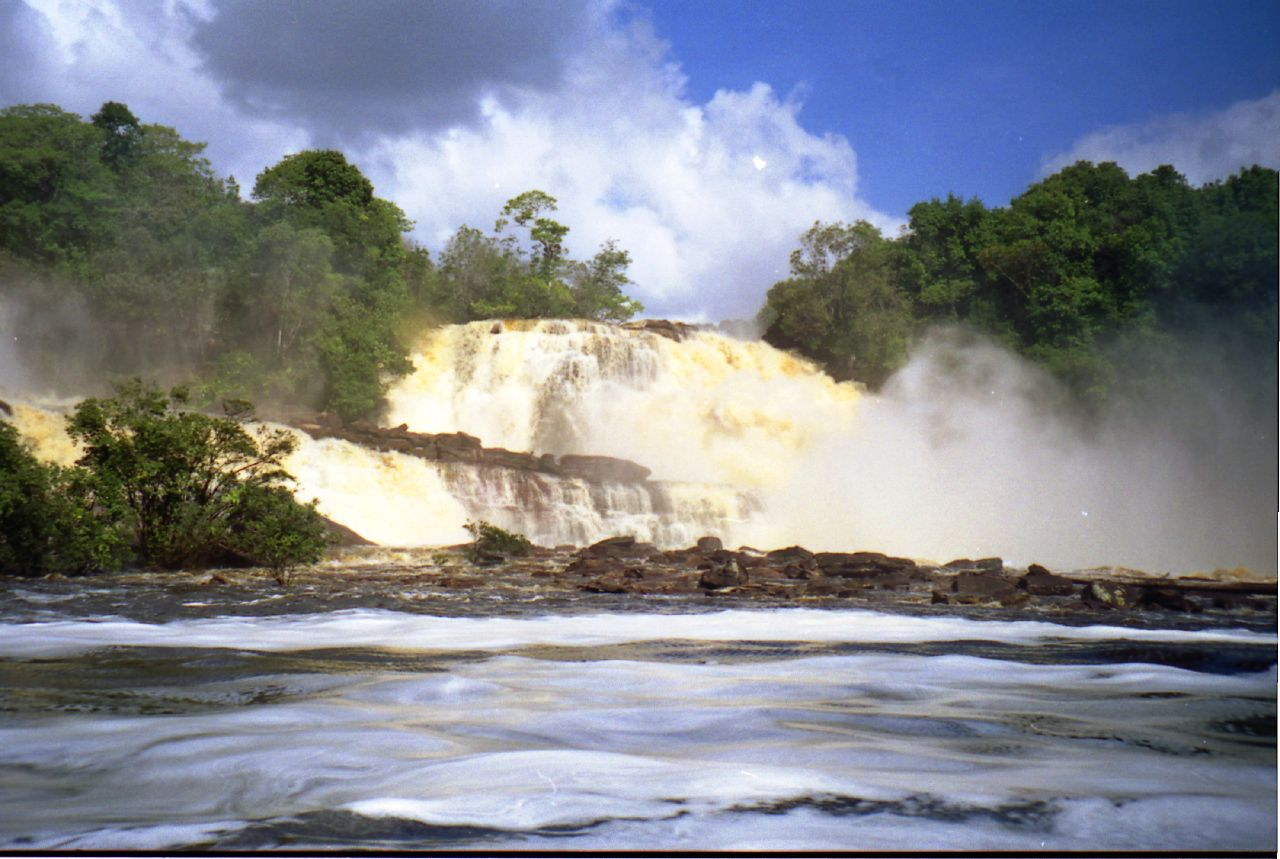
Parque nacional Canaima, donde se realizó la mayor parte de la etapa.

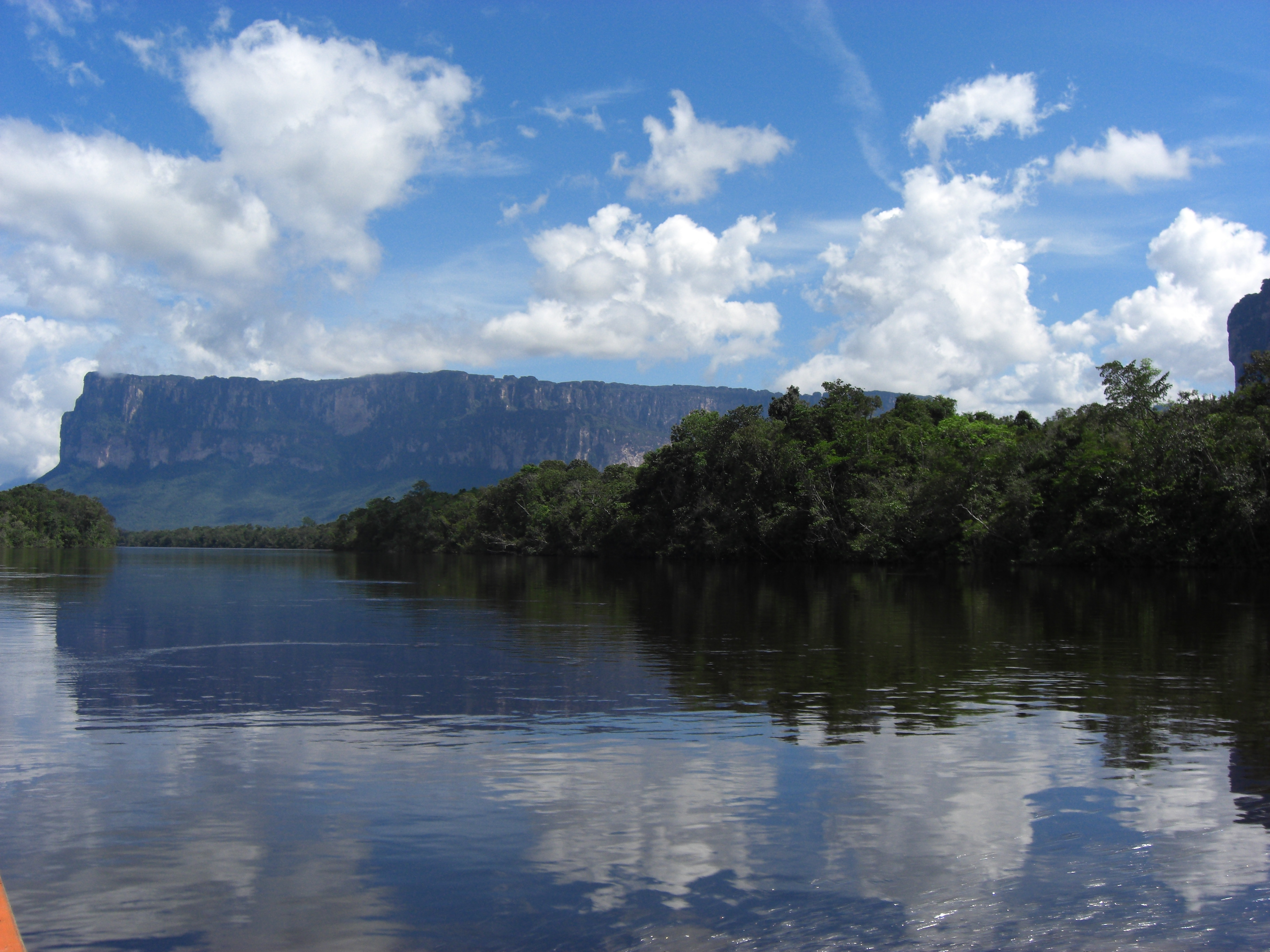
Mayupa, mirador de tepuyes, fue la parada de esta etapa de la carrera.

- Medellín (Complejo Acuático de la Unidad Deportiva Atanasio Girardot)
- Medellín, Colombia  (Aeropuerto Internacional José María Córdova) a Canaima, Venezuela  (Aeropuerto Parque nacional Canaima)
- Canaima (Wakü Lodge)
- Canaima (Puerto Ucaima)
- Canaima (Wakü Lodge) a Isla Anatoliy
- Canaima (Isla Anatoliy)
- Canaima (Salto el Hacha)
- Canaima (Playa del salto El Sapo)
- Canaima (Salto Ucaima)
- Canaima (Salto Ucaima) a Mayupa
- Canaima (Mayupa)

- Desvío: Pataleo o Salto.

Pataleo: cada participante debe nadar ida y vuelta y por relevos a lo largo de la piscina olímpica, sosteniendo una tabla de fortalecimiento abdominal.
Salto: los concursantes deben saltar de un trampolín de manera sincronizada, un clavadista profesional supervisa el trabajo.
- Multa: Jelkin & Javier debían viajar en un camión hasta el puerto Ucaima, reparar una curiara (bote típico de la zona), luego empujar otra curiara y ponerla a flote.
- Avance Rápido: Ir al Salto el Hacha, cortarse el cabello y vestirse como pemón.
- Obstáculo: Comer bachaco culón (hormigas) y beber kachiri (yuca fermentada).

Tareas Adicionales
- En Wakü Lodge: Transportar cinco kilos de yuca en una wayare (mochila típica de los pemones) manteniendo el equilibrio por un camino de troncos, luego rayar la yuca, y después subirse en una curiara hasta la isla Anatoly.
- En Isla Anatoly: Cada participante tiene que lanzar tres dardos con una cerbatana apuntándole a una papaya.
- Playa del salto El Sapo: Remar a la otra orilla y posteriormente subir a un bus cebra hasta el mirador del salto Ucaima.

- Ganadores de la etapa: Edison J. y Edison M.
- Eliminados: Jelkin & Javier

### Etapa 7 (Venezuela → Brasil)

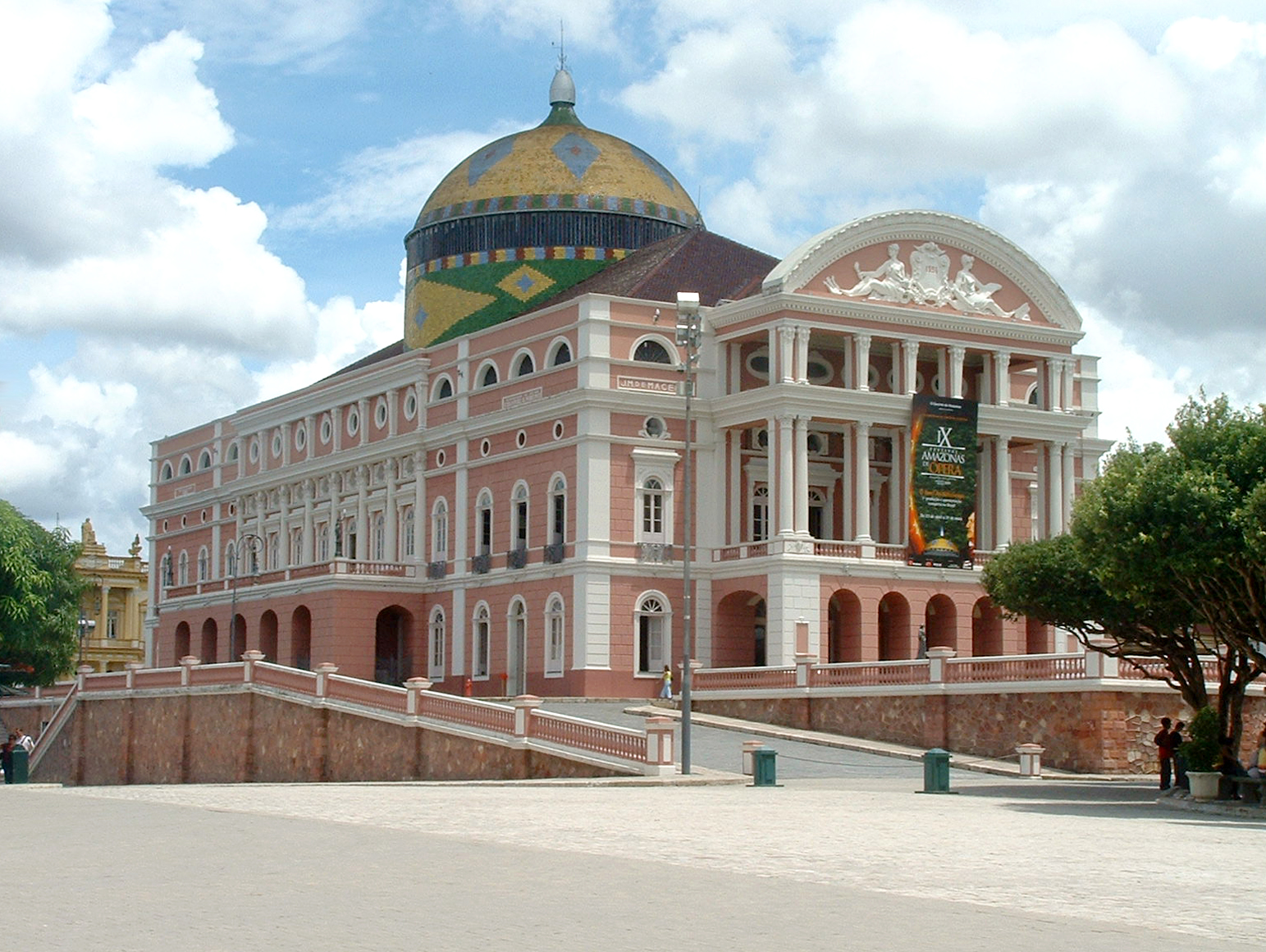
Los equipos visitaron el Teatro Amazonas durante esta etapa.

- Parque nacional Canaima, Venezuela  (Aeropuerto de Canaima), a Manaus, Amazonas, Brasil  (Aeropuerto Internacional Eduardo Gomes)
- Manaus (Feria Libre)
- Manaus (Teatro Amazonas)
- Manaus (Parque Municipal do Mindu)
- Manaus (Centro de Instrucción de Guerra de la Selva)
- Manaus (Puente sobre el río Negro de Manaus)
- Manaus (Muelle del Hotel Tropical)

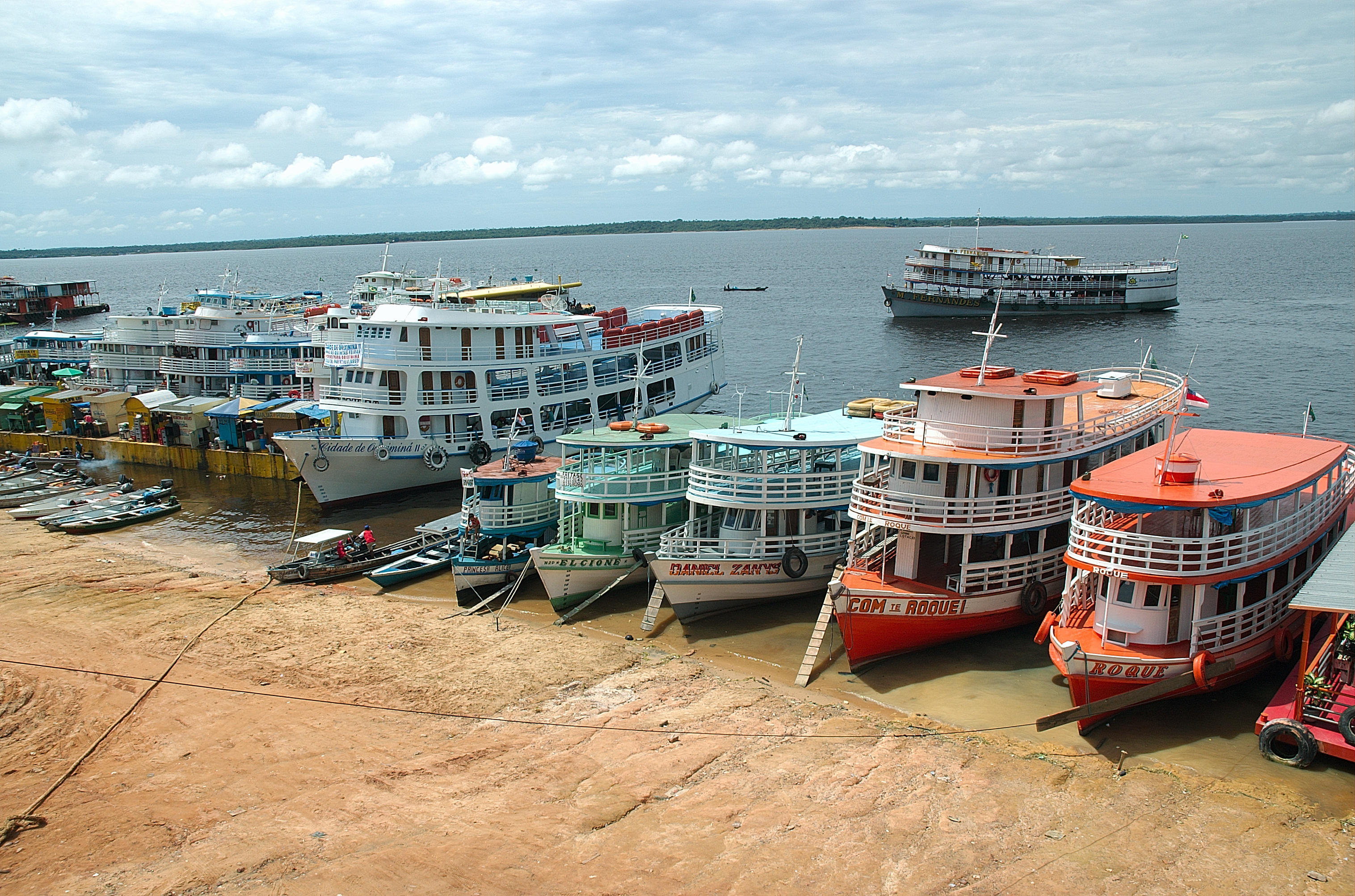
El puerto de Manaos donde se realizó parte del obstáculo.

- Obstáculo: Trasladar cinco sandías desde el muelle señalizado hasta el puesto número siete.

- Desvío: Entrenarse o Ubicarse.

Entrenarse: Realizar un entrenamiento militar que consiste en red,  cuerda, muralla y rapel.
Ubicarse: Utilizar una brújula y coordenadas específicas para encontrar tres banderas dentro de una selva.
Tareas Adicionales
- En el Teatro Amazonas: Coger un número luego entrar al teatro e identificar cual de Las cuatro estaciones de Antonio Vivaldi interpreta el conjunto de cuerdas, de equivocarse tendrán que escuchar una nueva pieza completa hasta acertar.
- En el Parque Municipal do Mindu: Sembrar cinco árboles en el parque siguiendo las indicaciones de un ambientalista.
- En el Puente de Manaus: Calcular cuánto concreto se necesita para terminar la construcción del puente.

- Ganadores de la etapa: Edison J. y Edison M.
- Con Multa: Aleandra & Marlene.

### Etapa 8 (Brasil)

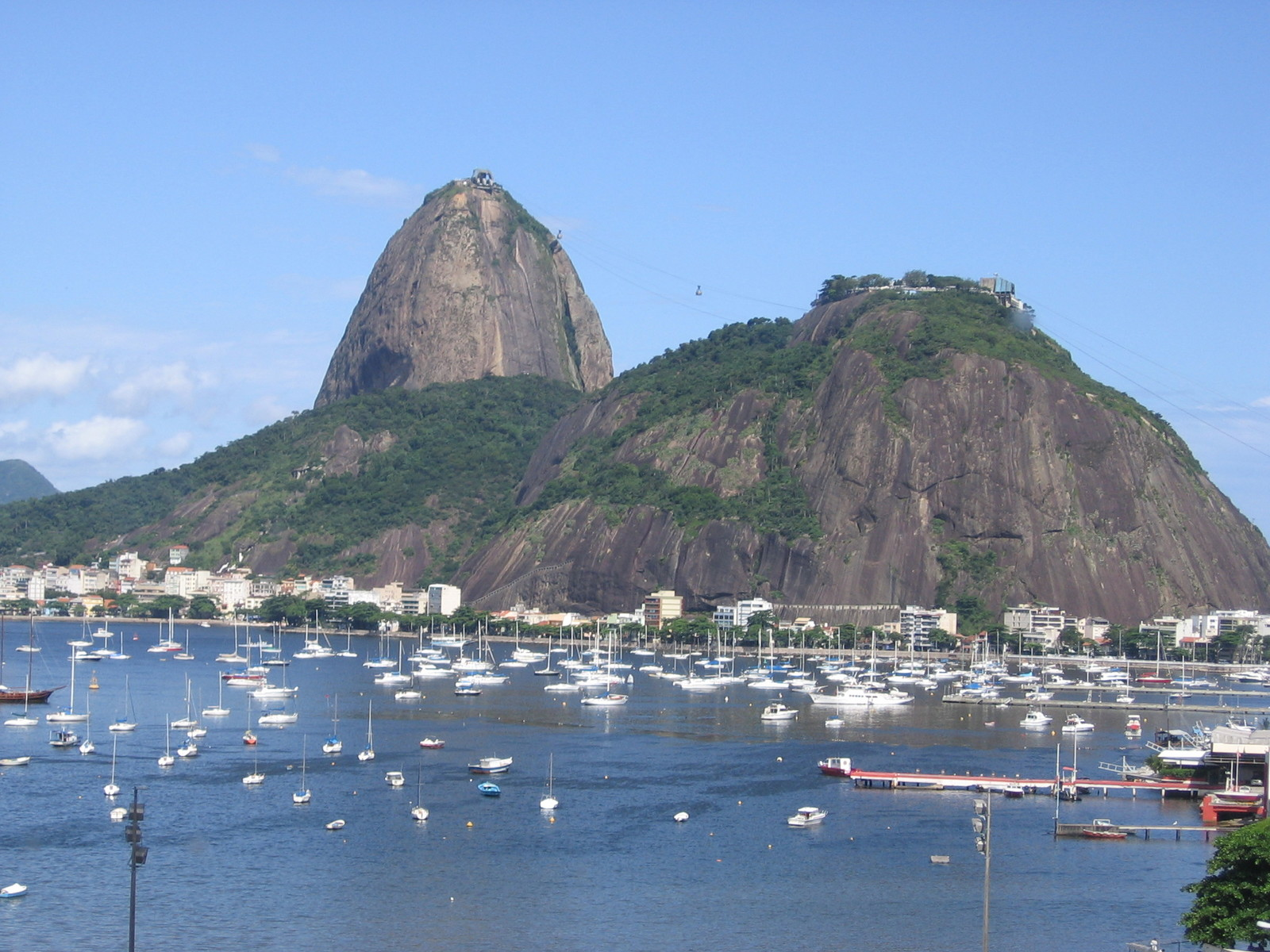
Pan de Azúcar.

- Manaus, Amazonas, Brasil  (Aeropuerto Internacional Eduardo Gomes) a Río de Janeiro, Río de Janeiro, Brasil  (Aeropuerto Internacional de Galeão)
- Río de Janeiro (Hotel Copacabana Sol (enlace roto disponible en Internet Archive; véase el historial, la primera versión y la última).)
- Río de Janeiro (Teleférico de Pan de Azúcar)
- Río de Janeiro (Segunda estación de Pan de Azúcar)
- Río de Janeiro (Iate Clube do Rio de Janeiro)
- Río de Janeiro (Playa São Conrado)
- Río de Janeiro (Playa del Hotel Copacabana Palace)
- Río de Janeiro (Estação Cardeal Arcoverde a Largos dos Guimarâes)
- Río de Janeiro (Barrio de Santa Teresa - Taller de Getulio)
- Río de Janeiro (Escuela de Samba Mocidade)
- Río de Janeiro (Estação Barco Praça quinze a Estação Niterói)
- Niterói (Estación de Autobuses) a Niterói (Museo de Arte Contemporáneo de Niterói)
- Niterói (Museo de Arte Contemporáneo de Niterói)

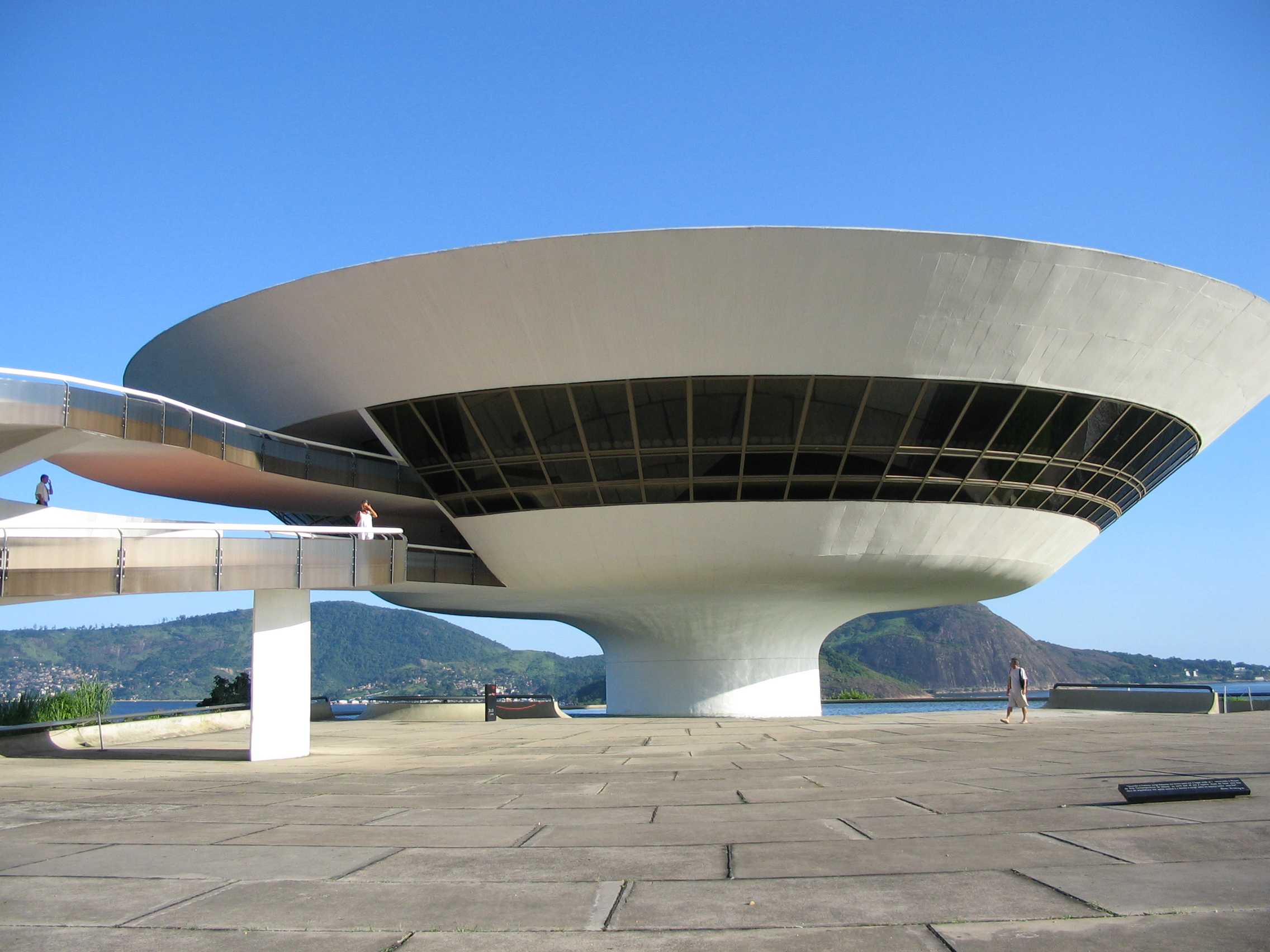
El Museo de Arte Contemporáneo de Niterói fue la octava parada de la carrera.

- Multa: Aleandra & Marlene debían lavar, secar y organizar los platos sucios en el Restaurante Porcão.
- Obstáculo: Volar en Ícaro (ala delta) desde “Pedra Bonita” junto con un instructor hasta la Playa São Conrado.
- Desvío: Con Ritmo o Tocado.

Con Ritmo: Utilizar los instrumentos tradicionales de una batería de samba y repetir su ritmo cinco minutos sin equivocarse.
Tocado: Armar una cabeza de fantasía que decora un traje de carnaval.
- Tareas adicionales:
- En la segunda estación de Pan de Azúcar: usar binoculares para buscar en la ciudad el emblema grande de GO Visa (localizado en un velero).
- En Iate Clube do Rio de Janeiro: Remar en un dingui (bote) hacia el velero con el logo de GO Visa.
- En la Playa del Hotel Copacabana Palace: Vestirse con los uniformes de limpieza de playas de Río de Janeiro, después elegir una de las siete áreas de la playa que deben limpiar, recogiendo y separando las botellas de las tapas, las cuales deben conservar para una tarea próxima. Al terminar, deben nivelar la arena con un rastrillo y clavar diez sombrillas.
- En el Taller de Getulio: Construir y forrar un banquito de madera con las tapas plásticas recolectadas en la playa.

- Ganadores de la etapa: Toño & Lily.
- Eliminados: Edison J. y Edison M.

### Etapa 9 (Brasil → Argentina)

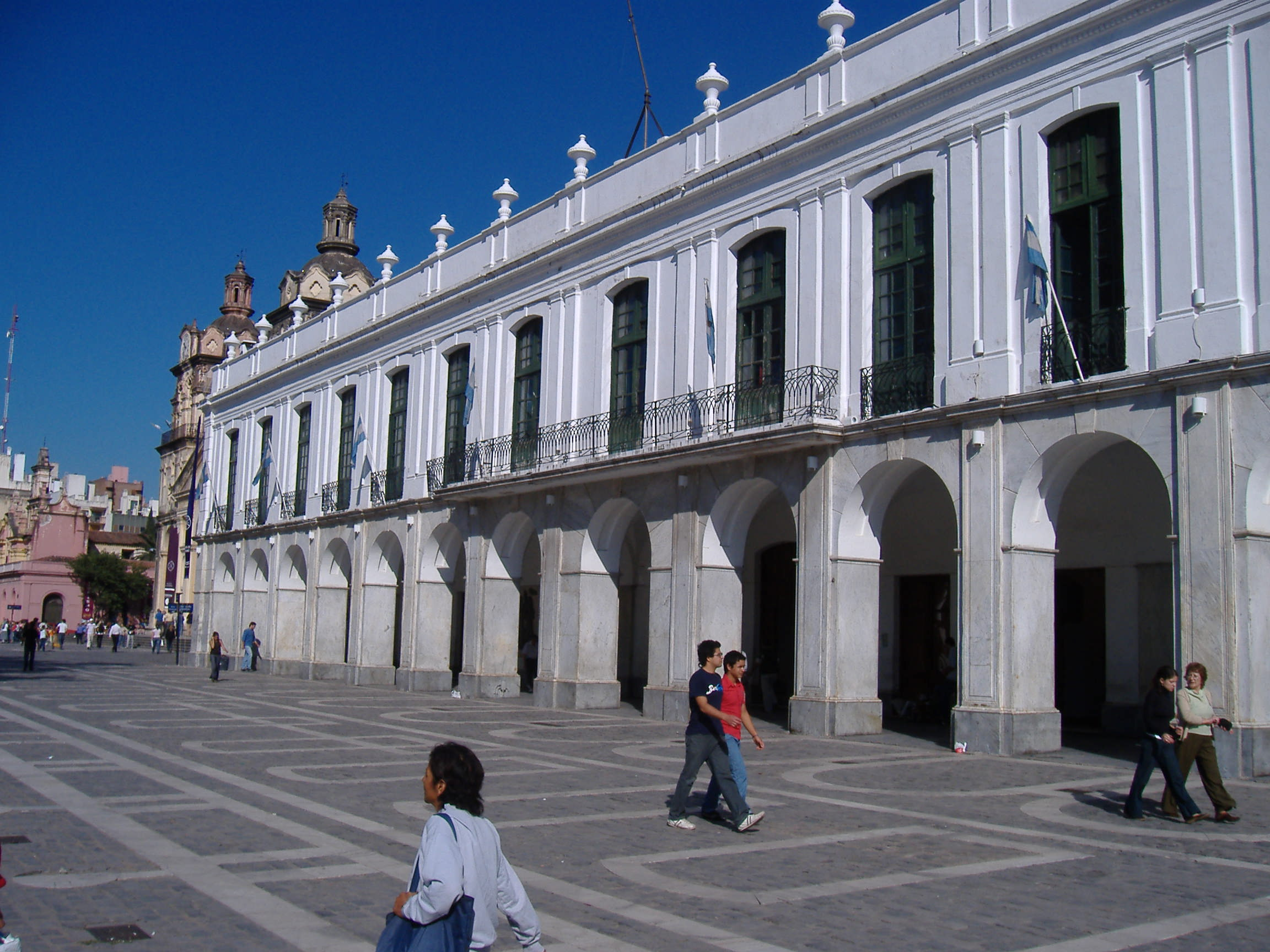
El Cabildo de Córdoba fue la parada de esta etapa.

- Río de Janeiro, Río de Janeiro, Brasil  (Aeropuerto Santos Dumont) a Córdoba, Argentina  (Aeropuerto Internacional Ingeniero Ambrosio Taravella)
- Córdoba (Paseo del Buen Pastor)
- Barranca Yaco (Monumento de Facundo Quiroga)
- Villa Tulumba (Plaza central)
- San Pedro (Posta de San Pedro)
- San Pedro (Posta Histórica)
- Córdoba (Arco de Córdoba)
- Córdoba (Cabildo de Córdoba)

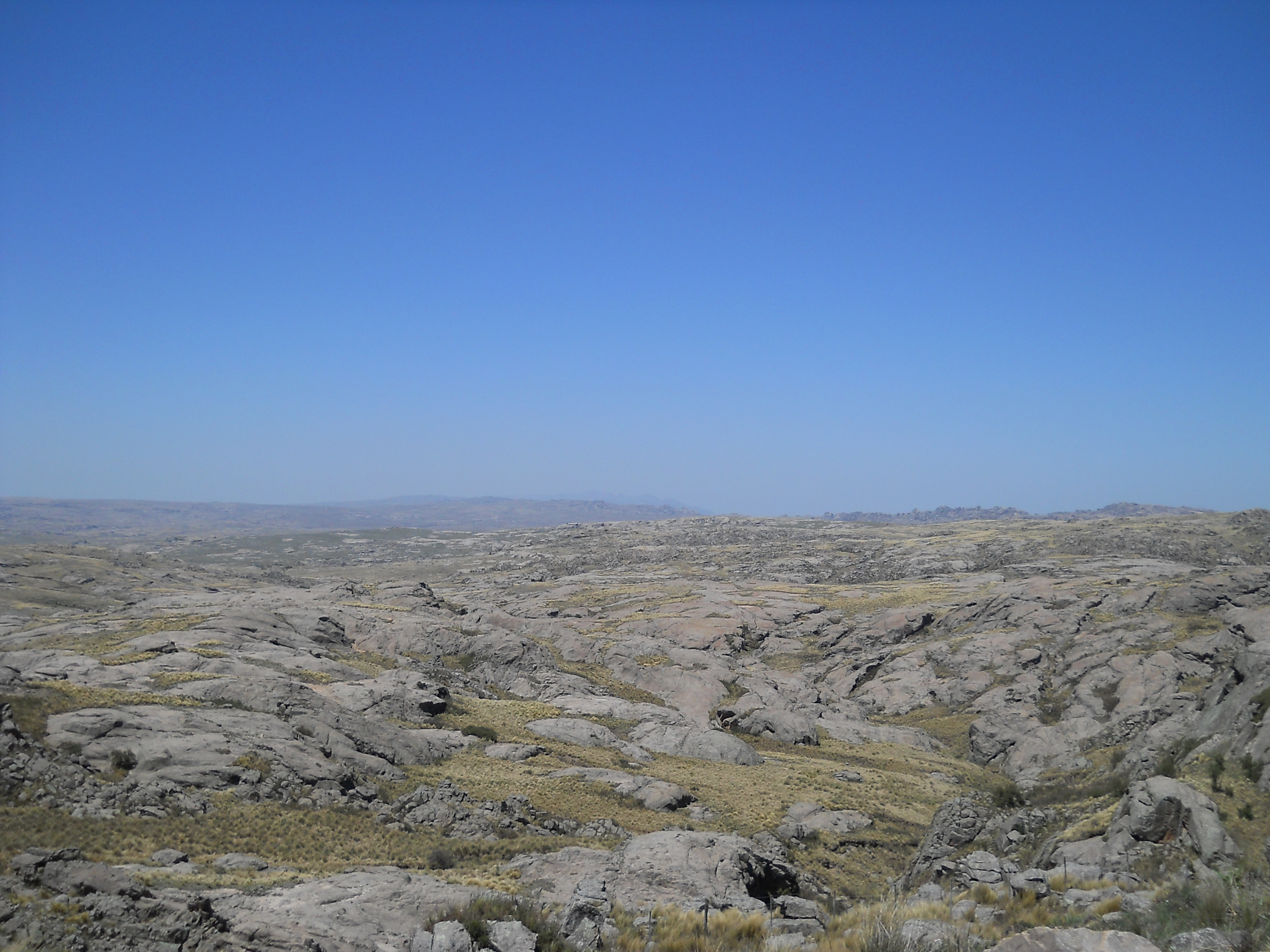
Para esta etapa los equipos tuvieron que cabalgar por la Pampa Achala.

- Obstáculo: Montando un caballo, el participante debía zigzaguear barriles y luego ensartar una sortija.
- Desvío: Enjabonado o Pesar.

Enjabonado: Perseguir al chancho enjabonado, taparlo y sostenerlo por cinco segundos.
Pesar: Trasladar una vaca a través de la manga hasta la balanza, pesarla y darle la cifra a un gaucho
- Tareas adicionales:
- En el Paseo del Buen Pastor: Buscar los vehículos identificados donde se encontraba su siguiente pista.
- En la Plaza Central de Villa de Tulumba: Buscar entre los carteles el nombre del personaje que más se repite y luego ubicar su imagen.
- En la Posta de San Pedro: Cabalgar hasta la posta histórica con traje típico y memorizar un párrafo de una carta de José de San Martín y reproducirlo oralmente al general Manuel Belgrano.

- Ganadores de la etapa: Toño & Lily.
- Eliminados: Marietta & José.

### Etapa 10 (Argentina)

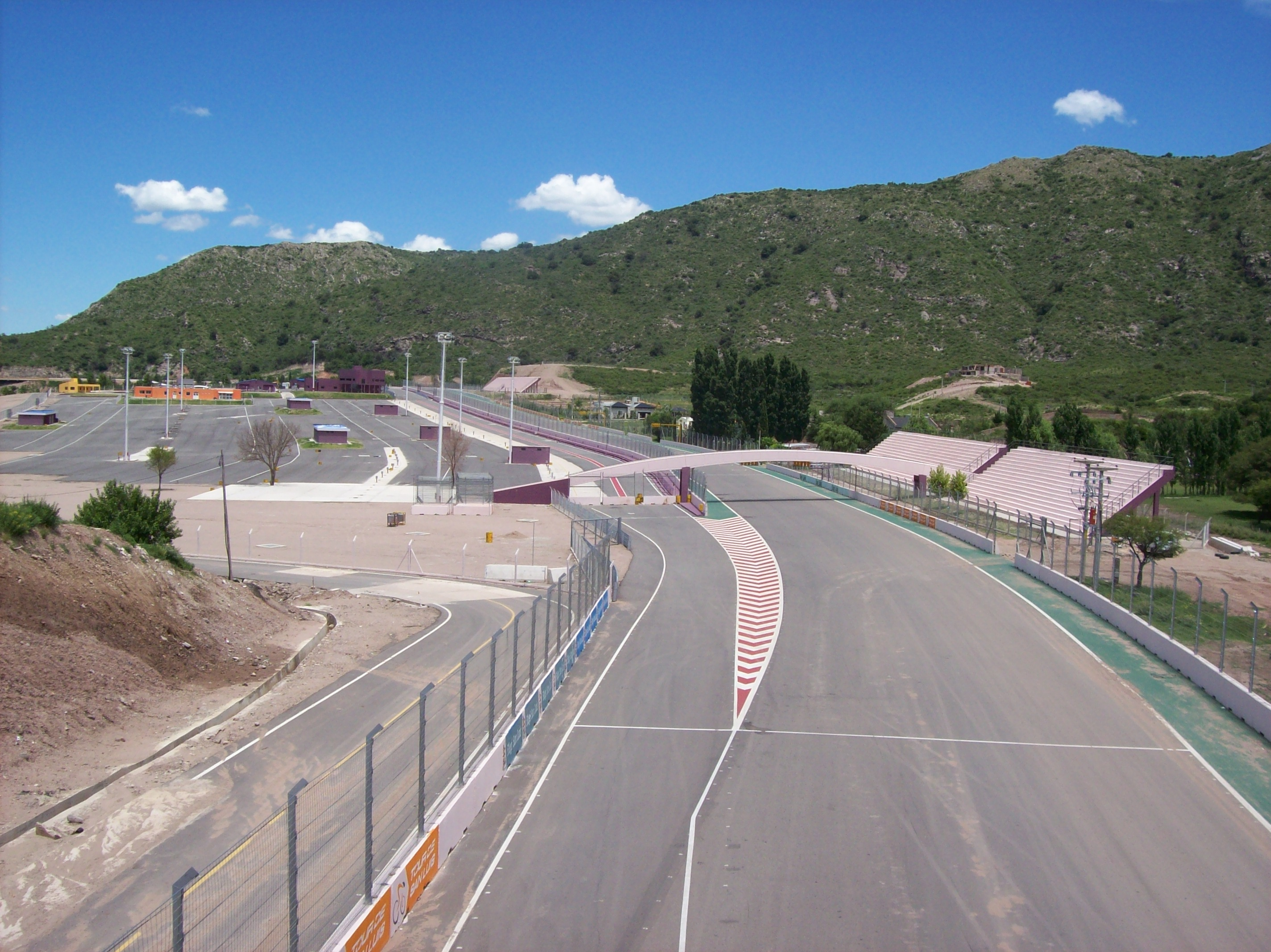
Autódromo Potrero de los Funes.

- Córdoba (Cabildo de Córdoba), Argentina  a Merlo, Argentina
- Merlo (Mirador de los Cóndores)
- Merlo (Establecimiento Merlin)
- Juana Koslay (Pasaje Miguel Roca)
- Potrero de los Funes (Circuito de Potrero de los Funes)
- Ciudad de San Luis (Hotel Amerian de San Luis)
- Provincia de San Luis (Salinas del Bebedero)
- Ciudad de San Luis (Edificio de la Gobernación de San Luis)

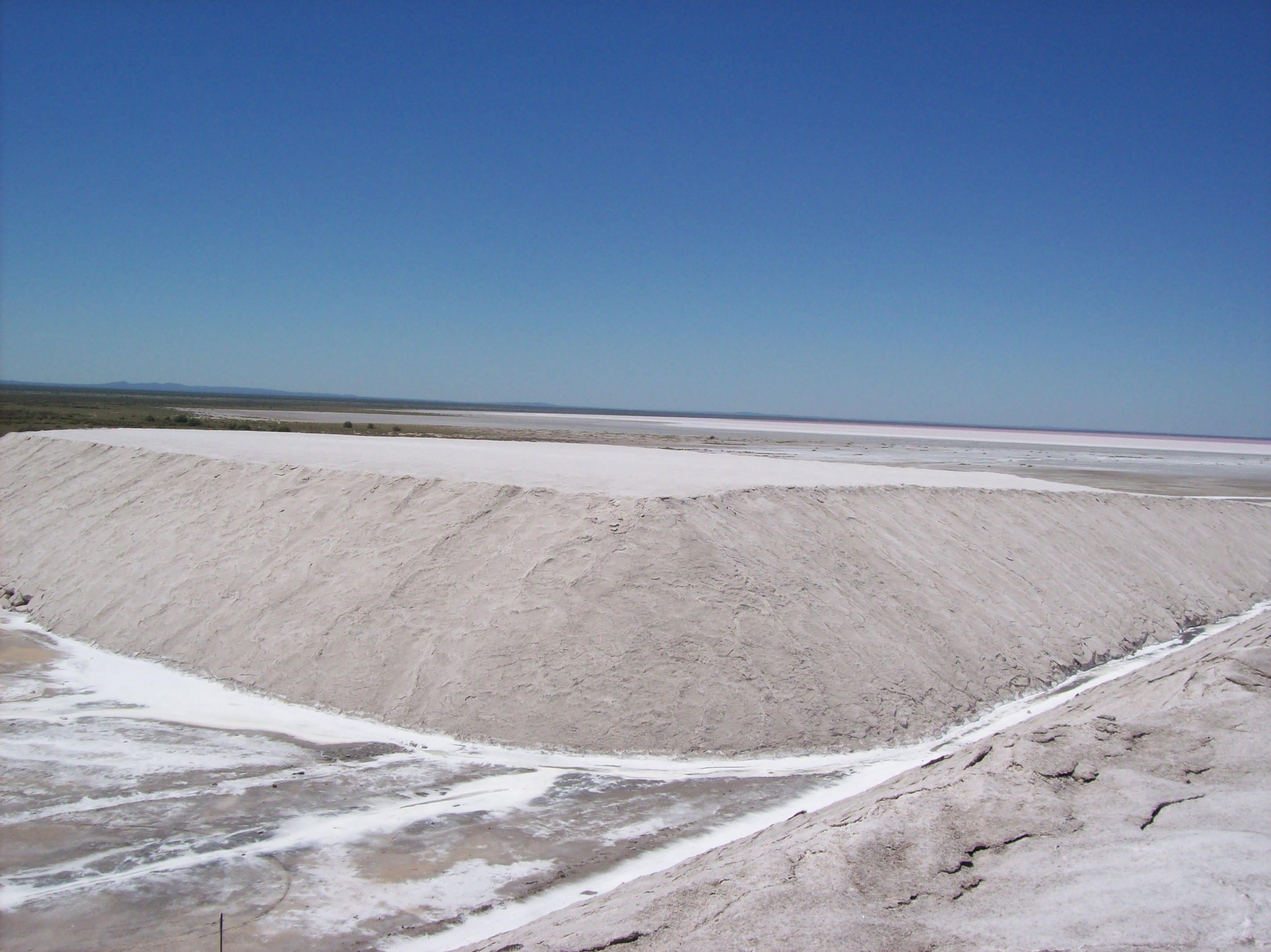
Salinas del Bebedero.

- Desvío: Esquivar o Bloques.

Esquivar: Correr hasta su siguiente pista, esquivando los disparos de dos francotiradores de paintball.
Bloques: Los concursantes tienen que usar su ingenio para transportar seis bloques de concreto en un solo viaje usando un palo, una soga y un pedazo de alambre.
- Obstáculo: Recorrer un circuito de regularidad en menos de 3:45 minutos, si el miembro del equipo falla alguna prueba o tarda más del tiempo tendrá que comenzar de nuevo.

- Tareas adicionales:
- En el Mirador de los Cóndores: descender en rápel y cruzar tres puentes colgantes.
- En el Establecimiento Merlin: llenar cuatro frascos con aceitunas tan solo usando la boca.
- En el Hotel Amerian: registrarse en el libro de entrada del hotel en uno de los cinco horarios, para salir el día siguiente.
- En las Salinas del Bebedero: Llenar ocho sacos con sal, coserlos con hilo y aguja. La tarea estará completa si los sacos pesan más de 150 kg.

- Ganadores de la etapa: Toño & Lily.
- Eliminados: Esteban & Marisol.

### Etapa 11 (Argentina → Bolivia)

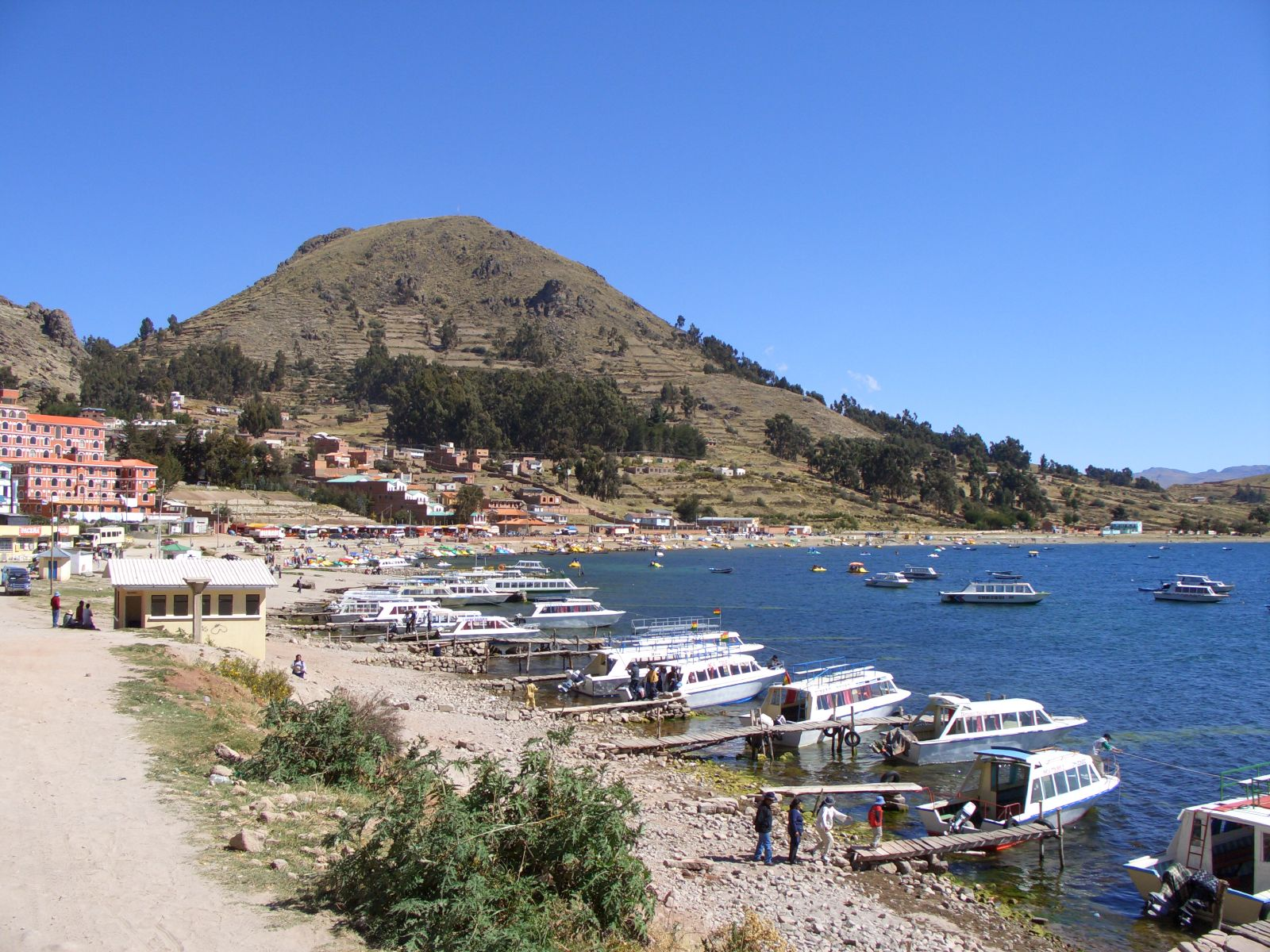
El Cerro el Calvario fue la parada de esta etapa.

- Ciudad de San Luis, Argentina  (Aeropuerto Brigadier Mayor César Raúl Ojeda) a El Alto, Bolivia  (Aeropuerto Internacional El Alto)
- La Paz (Plaza Murillo)
- La Paz (Mirador Killi Killi)
- Huatajata (Muelle del hotel Inca Utama) a Isla de los Uros Iruitos
- Isla de los Uros Iruitos
- Isla de los Uros Iruitos a Copacabana
- Copacabana (Plaza principal)
- Copacabana (Rebaño de llamas)
- Copacabana (Plaza de Toros)
- Copacabana (Cerro el Calvario)

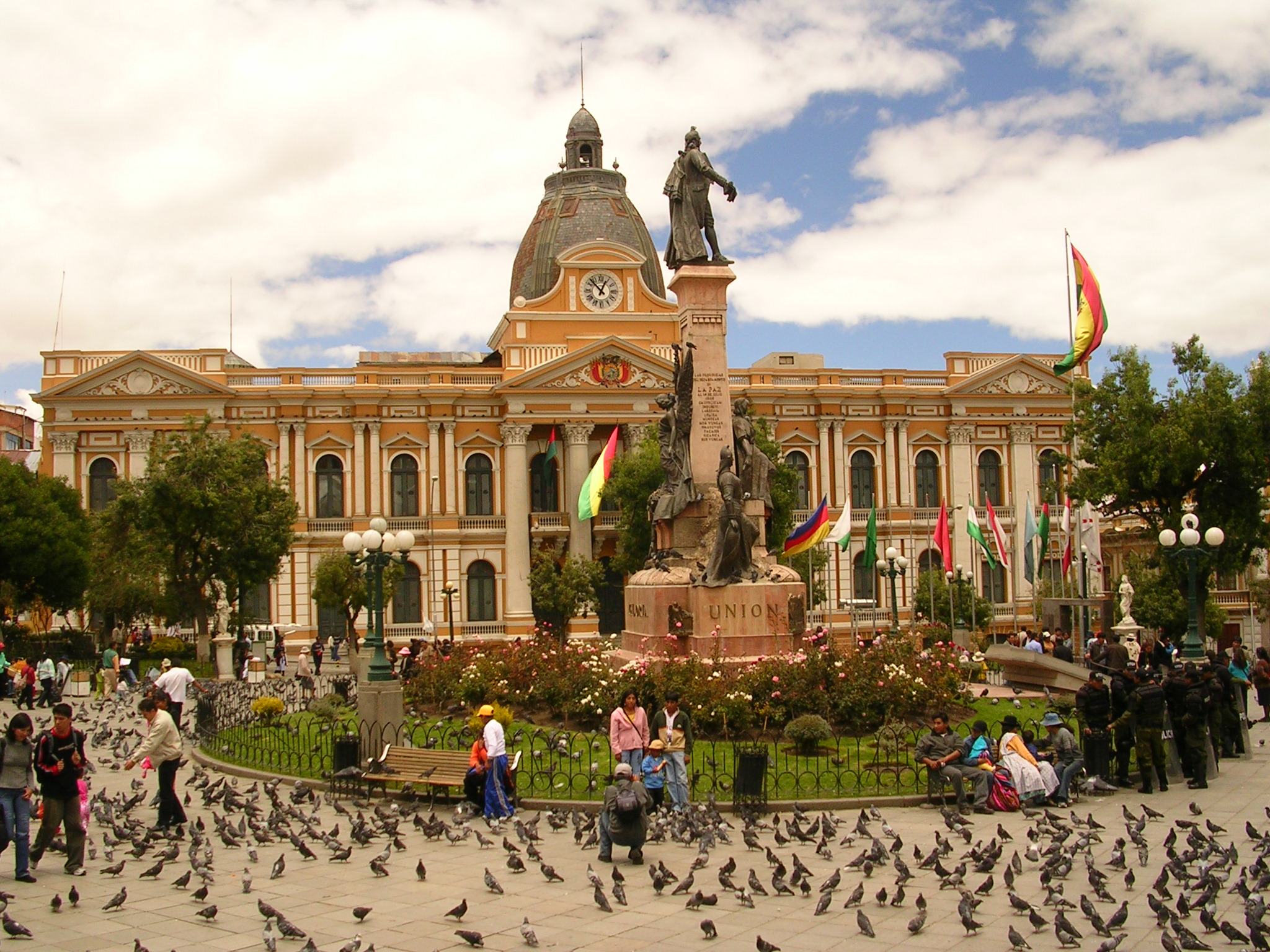
Plaza Murillo.

- Desvío: Quemar o Armar.

Quemar: Ir a la "calle de las brujas", comprar los objetos que un chamán necesita para armar y quemar una "mesa del buen camino".
Armar: Ir al Museo de instrumentos musicales de Bolivia y fabricar dos zampoñas.
- Obstáculo: Recolectar totora en balsas típicas.

- Tareas adicionales:
- En la Plaza Murillo: Averiguar quién, cómo y qué exclamó antes de morir en la plaza Murillo doscientos años atrás. El personaje era Pedro Domingo Murillo, quien murió  ahorcado, y sus palabras fueron "Compatriotas, yo muero, pero la tea que dejó encendida nadie la podrá apagar, ¡viva la libertad!".
- En la Plaza principal de Copacabana: Decorar un auto con los materiales entregados, luego buscar en la basílica un sacerdote que bendiga el auto y, por último, buscar un chamán que ahumará el vehículo con incienso.
- En el Rebaño de llamas: Arrear ocho llamas hasta la plaza de toros de Copacabana.

- Ganadores de la etapa: Mauricio & Carlos.
- Eliminados: Guilherme & Vinícius.

### Etapa 12a (Bolivia → Ecuador)
- El Alto, Bolivia  (Aeropuerto Internacional El Alto) a Guayaquil, Ecuador  (Aeropuerto Internacional José Joaquín de Olmedo)
- Guayaquil (Monumento a Bolívar y San Martín)
- Guayaquil (Escalinata del Barrio de Las Peñas)
- Guayaquil (Centro Comercial Aventura - Escultura de Iguana)
- Guayaquil (Parque Seminario)
- Guayaquil (Calle Colón - Restaurante El Pollo Marino)
- Guayaquil (Empacadora PACFISH S.A.)
- Guayaquil (Plaza Olmedo) (Punto intermedio de la etapa; el propio Harris Whitbeck informa a los equipos que no es una "parada" y deben continuar)

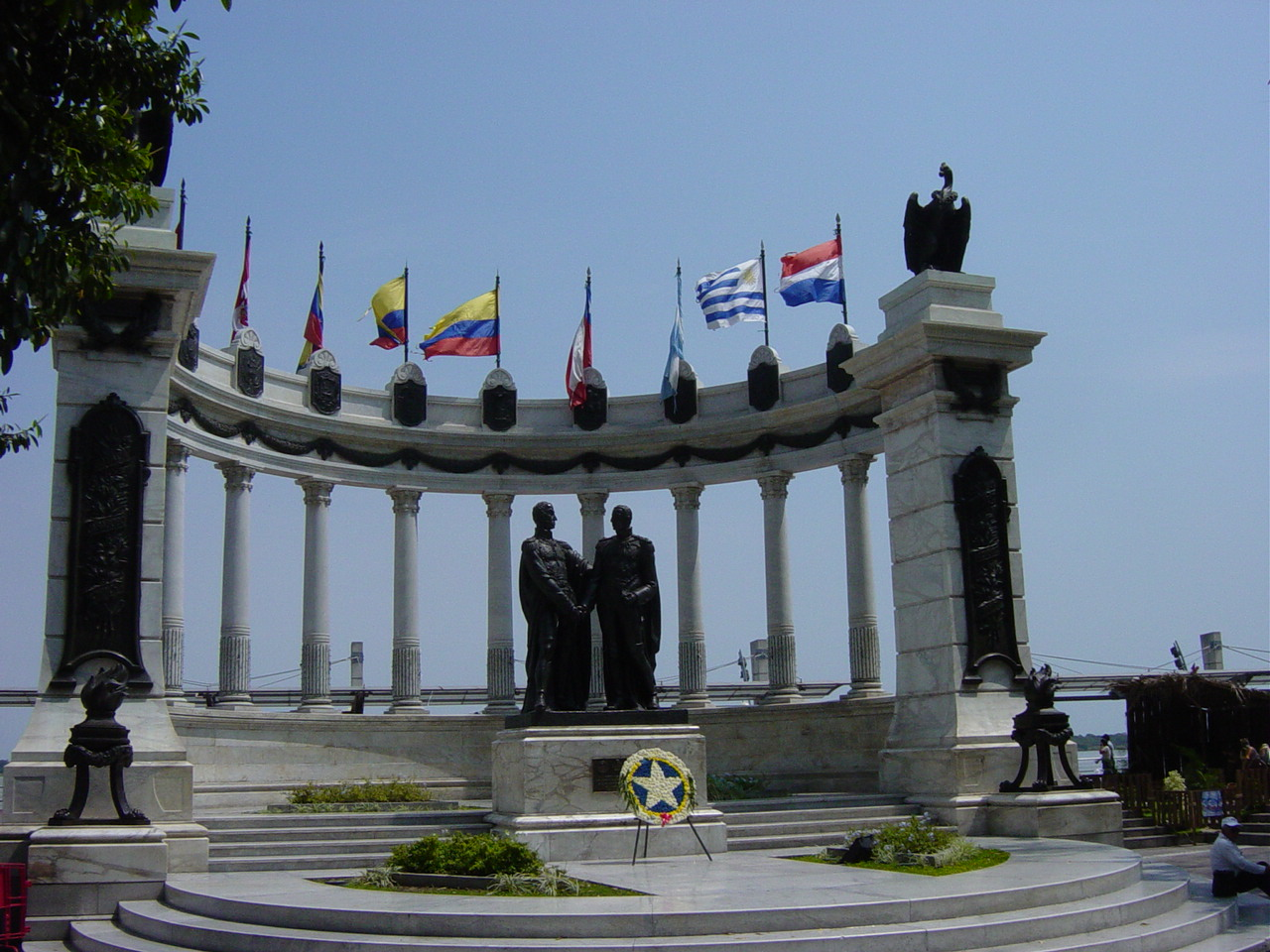
Monumento a Bolívar y San Martín.

- Desvío: Restaurar o Encontrar.

Restaurar: Pintar un sector de una fachada del Barrio Las Peñas.
Encontrar: Buscar un nombre entre cinco paneles identificados del Monumento a los Donantes.
- Obstáculo: Comer un kilo y medio de mangueras (salchichas).
- Tareas adicionales:
- En el monumento de Bolívar y San Martín: ir a pie por la avenida Simón Bolívar hasta la escalinata del Barrio Las Peñas, luego subir a la cima del faro donde un marinero les hará una pregunta (“¿Cuantos escalones?”), cuya respuesta era 500, si respondían correctamente se les entregaría su siguiente pista.
- En el Parque Seminario: atraer diez iguanas a la vez con frutas y hojas hasta un sector indicado.
- En la empacadora PACFISH: pelar, limpiar, pesar y armar dos paquetes de langostinos de cinco libras (aproximadamente 2,27 kilos) cada uno.

- Ganadores de la etapa: Toño & Lily.
- Último lugar: Aleandra & Marlene (punto medio de la etapa).

### Etapa 12b (Ecuador)

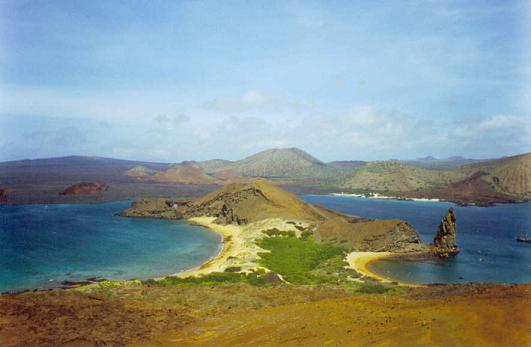
Las Islas Galápagos fue la parada final de The Amazing Race en Discovery Channel 2.

- Guayaquil (Malecón 2000-La Planchada)
- Guayaquil (Hotel Marcelius)
- Guayaquil, Ecuador  (Aeropuerto Internacional José Joaquín de Olmedo) a Isla Baltra, Islas Galápagos Ecuador  (Aeropuerto Seymour)
- Isla Baltra (Aeropuerto Seymour) a  Isla Baltra (Puerto de la Isla Baltra)
- Isla Baltra (Puerto de la Isla Baltra) a Isla Santa Cruz (Puerto de la Isla Santa Cruz)
- Isla Santa Cruz (Cráteres Los Gemelos)
- Isla Santa Cruz (Playa Garrapatero)
- Isla Santa Cruz (Centro de crianza de tortugas Fausto Llerena)
- Isla Santa Cruz (Puerto Ayora)
- Isla Santa Cruz (Puerto Ayora) a Mandalay, Replica del HMS Beagle de Darwin
- Mandalay, Replica del HMS Beagle de Darwin
- Mandalay, Replica del HMS Beagle de Darwin a Tortuga Bay
- Islas Galápagos (Tortuga Bay)   (Parada Final)

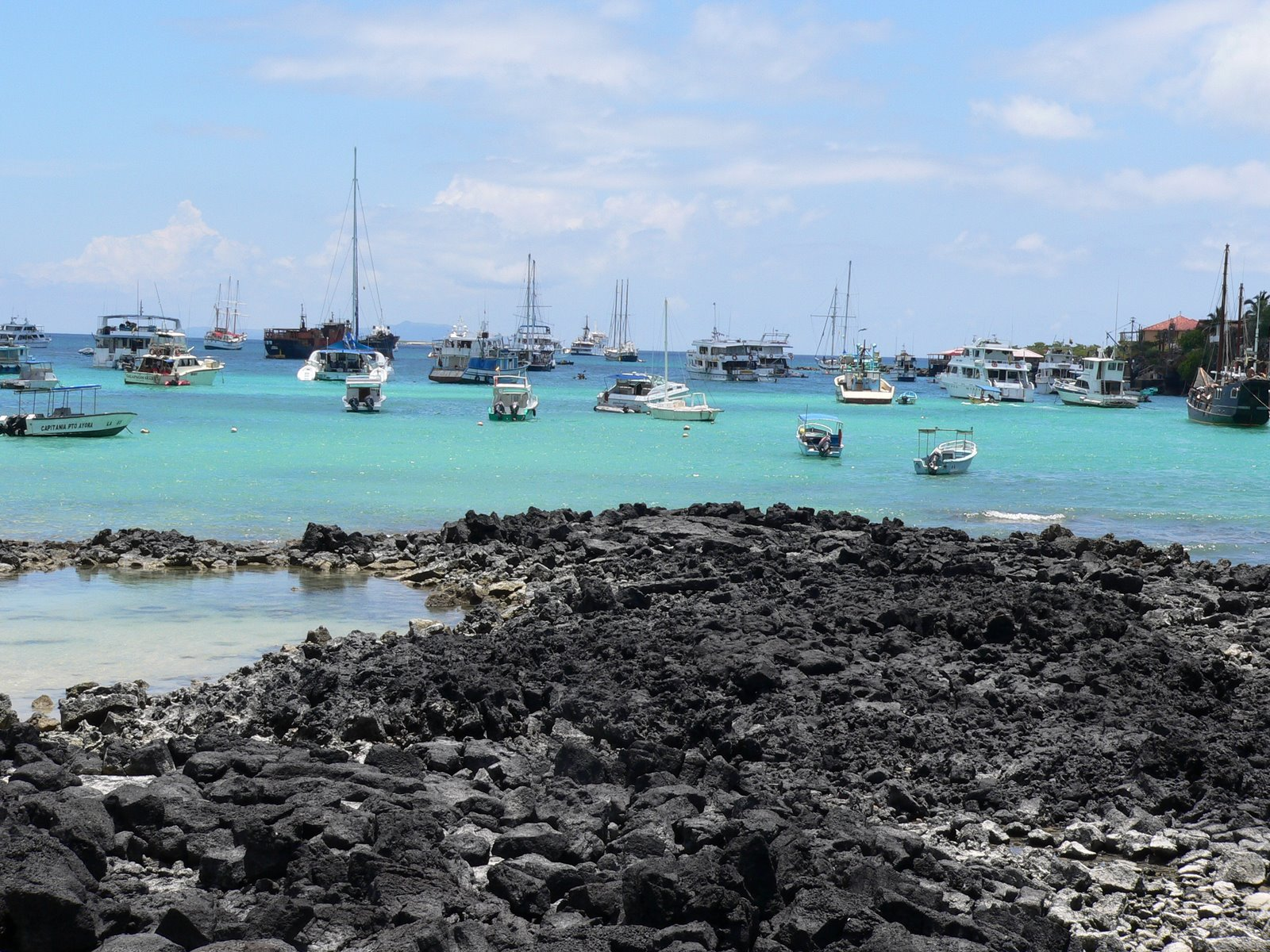
Puerto Ayora.

- Obstáculo: Encontrar las tres frases en la cubierta del barco pertenecientes al primer capítulo del libro El Origen de las Especies de Charles Darwin, luego ubicarlas dentro del texto.

- Tareas adicionales:
- En La Planchada del Malecón 2000: ordenar las doce banderas, sobre los puntos anaranjados haciendo referencia a la ubicación de las ciudades visitadas.
- En la Playa Garrapatero: Uno de los participantes debe comunicarse a través del alfabeto de semáforos el nombre de una isla del archipiélago de las Galápagos y el otro participante tiene que descifrarlo.
- En el Centro de crianza de tortugas Fausto Llerena: Observar por cinco minutos a las tortugas gigantes. Luego se dispone de un minuto para tomar información en el centro de interpretación. Al final responder correctamente tres de las cinco preguntas acerca de las tortugas gigantes para obtener la siguiente pista.
- En el Puerto Ayora: Cargar provisiones a un barco similar al que usó Charles Darwin.

- Ganadores: Mauricio & Carlos
- 2.º: Toño & Lili
- 3.er: Aleandra & Marlene

## Curiosidades
- Al igual que el 2009 los 13 capítulos se grabaron en el mes de mayo manteniendo siempre en todo momento el más absoluto hermetismo para evitar cualquier filtración sobre los resultados pese a que algunas etapas y/o pit stops se grabaron con gente caminado en las calles. El domingo 19 de diciembre, día de la primera emisión de la gran final, la teleaudiencia recién conocería la respuesta a esa incógnita.
- El programa se grabó en formato 16:9 en vez de 4:3. Las cámaras utilizadas en el mismo son de alta definición.
- Al empacar sus maletas antes del rodaje del espacio, Harris Whitbeck guardó una videocámara casera, en ella registró sus andanzas y cosas que ocurrieron durante la grabación del programa, pero que jamás se vieron en la transmisión oficial. Estas imágenes se encuentran almacenadas en un videoblog personal ubicado en la web oficial del show.
- A diferencia del año pasado, el espacio no fue emitido en algún canal de televisión abierta.
- Cuatro de los países visitados en la temporada anterior han vuelto a ser visitados este año: México, Colombia, Brasil y Argentina.
- Argentina llega por segunda vez consecutiva a la gran final, pero México ostenta dos duplas finalistas, eso podría incidir en el cuadro de honor. Lo mismo sucede con Argentina en el año 2013, ostenta dos duplas finalistas (Tobías & Ezequiel y Braian & Karina).
- De los auspiciadores que estuvieron el año pasado, se mantuvieron Visa y Nintendo. Por otro lado, Chevrolet fue reemplazado por Volkswagen, quien además, actúa como proveedor de los vehículos que son utilizados como unidades móviles para el rodaje del programa (por ejemplo, el Amarok)
- Existen varias similitudes con respecto a la temporada pasada: la más notoria fue la eliminación del equipo brasilero en el episodio 11; en el capítulo siguiente las pistas solamente estaban escritas en español, cuando en todos los episodios anteriores estaban escritas también en portugués.
- En ambas temporadas, los equipos colombianos fueron eliminados consecutivamente.
- En las dos temporadas llegaron a la final un equipo conformado por dos mujeres, otro por dos hombres, y otro mixto. De igual modo, el equipo femenino llegó en tercera posición en la etapa final.
- Por segunda vez consecutiva, el equipo argentino llega a los 3 finalistas.  
  - Interesantemente, uno quedó en 1.º (el lugar más alto) y otro en 3.º (el lugar más bajo).
- Es la primera vez que dos equipos de la misma nacionalidad llegan a la final, en este caso, los mexicanos.
- Por segunda vez consecutiva, la nacionalidad del equipo ganador tuvo más de 1 equipo en la competencia.
- Por segunda vez, 1 equipo finalista son 2 amigos/as y otro son casados.
- Salvo por la primera etapa en Guatemala, en la que ganó República Dominicana, en todas las etapas restantes el equipo ganador siempre fue de nacionalidad mexicana.
- A diferencia de la primera temporada en la que Colombia, México, Brasil y Argentina, compitieron con 2 equipos por país, en esta temporada Brasil y Argentina solo compitieron con 1, mientras que México compitió con 3.
- En las dos temporadas el primer equipo eliminado se debe a una penalización de tiempo.
- En el sexto episodio, Mauricio Coarasa (México) perdió el pasaporte estando en Canaima, Venezuela. Sin embargo, en el séptimo episodio, los equipos vuelan hacia Manaus, Brasil, incluyendo a Mauricio. Nunca dieron detalles de cómo arreglaron el problema del pasaporte, pero es imposible que en el tiempo estipulado haya podido viajar a una embajada o consulado mexicano y recibido un nuevo pasaporte. Según las reglas del formato de The Amazing Race, el equipo debía ser eliminado por la pérdida del pasaporte. Sin embargo, no recibieron penalización.